# Russlandfeldzug 1812
Wilkomir – Grodno – Mir – Ekau – Riga – Mogiljow – Ostrowno – Kobrin – Kljastizy – Gorodeczno – Smolensk – Polozk I – Walutino – Borodino – Moschaisk – Tarutino – Malojaroslawez – Polozk II – Wjasma – Dorogobusch – Tschaschniki – Ljachowo – Smoljany – Kaidanow – Krasnoi – Borissow – Beresina

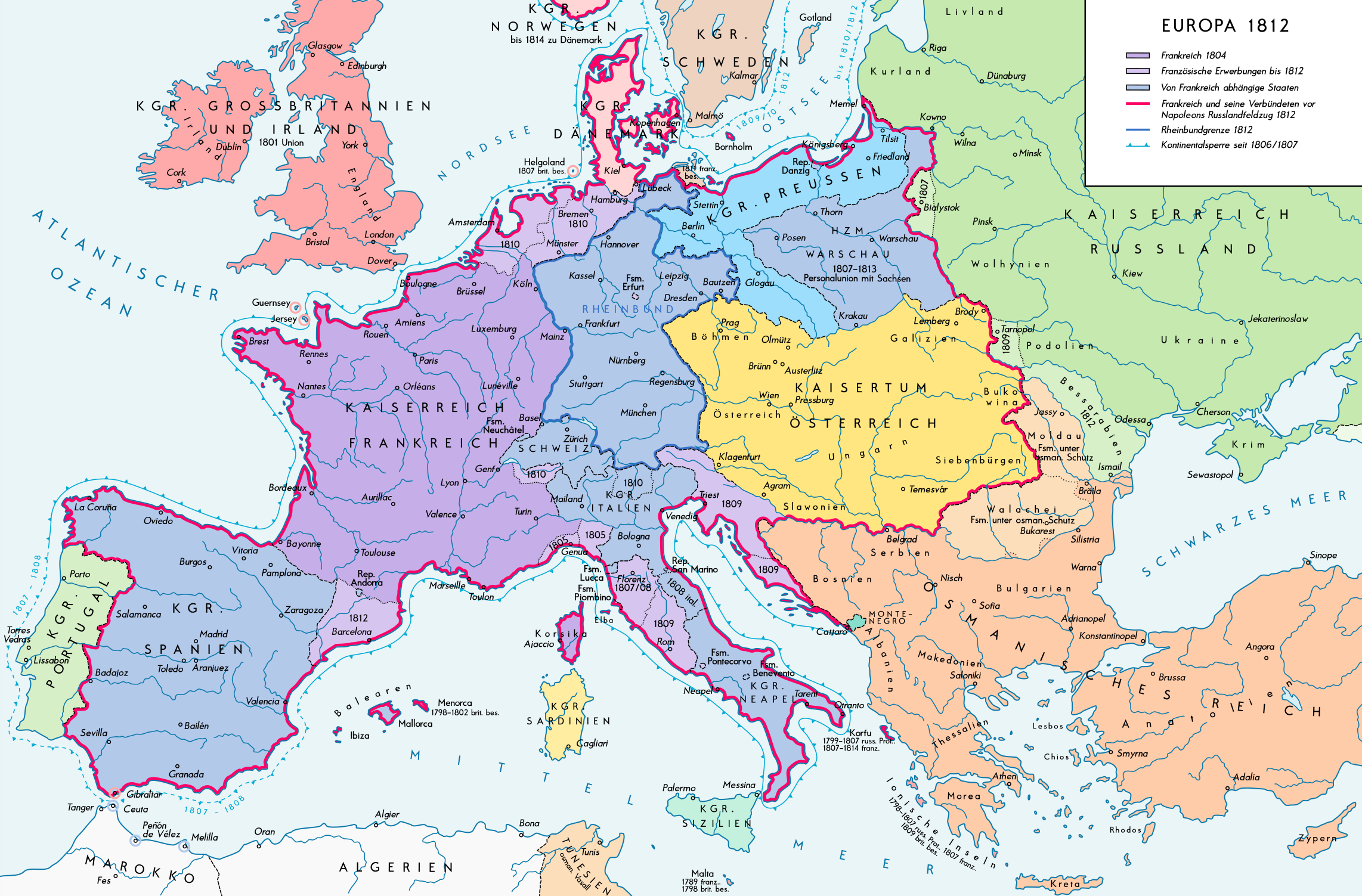
Die Ausgangslage vor dem Russlandfeldzug 1812: Europa unter französischer Vorherrschaft

Napoleons Russlandfeldzug von 1812 (im Französischen Campagne de Russie, im Russischen auch Vaterländischer Krieg – Отечественная война, Otečestvennaja vojna – genannt) stellt die erste Phase des Sechsten Koalitionskriegs dar, in dem sich Frankreich und Russland mit ihren jeweiligen Verbündeten gegenüberstanden. Der Feldzug endete nach anfänglichen französischen Erfolgen in einer der größten militärischen Katastrophen der Geschichte. Nach der vollständigen Vertreibung der Grande Armée vom russischen Territorium mündete der Feldzug Anfang 1813 in die zweite Kriegsphase: In den Befreiungskriegen gingen zunächst Preußen, dann Österreich und später die von Frankreich dominierten deutschen Rheinbundstaaten auf die antinapoleonische Seite über, die 1814 Frankreich besiegte und Napoleon zur Abdankung zwang.

## Politische Vorgeschichte
Vor dem Russlandfeldzug hatte sich Frankreich bereits 20 Jahre praktisch ununterbrochen im Krieg befunden. Durch den Frieden von Tilsit wurden Napoleon Bonaparte und der russische Zar Alexander I. im Juli 1807 Verbündete. Eine von Napoleon geplante Verbindung zur Zarenfamilie durch die Heirat mit Katharina Pawlowna, einer Schwester Alexanders, wurde durch deren Vermählung 1809 mit Prinz Georg von Oldenburg verhindert. Ihre jüngere Schwester Anna, die Napoleon als Alternative vorgeschlagen hatte, war erst 15 Jahre alt, weshalb er auf einen späteren Zeitpunkt vertröstet wurde. Diese Nachricht erreichte Napoleon erst, als er sich schon für Marie-Louise von Habsburg, eine Tochter des österreichischen Kaisers, entschieden hatte. Da es zur damaligen Zeit nicht unüblich war, Fünfzehnjährige zu verheiraten, sah Napoleon das als Zurückweisung an. Tatsächlich mochte die Mutter des Zaren Napoleon nicht und wollte keine ihrer Töchter mit ihm verheiraten.
Im Jahre 1809 war es zum Krieg zwischen Frankreich und Österreich gekommen. Gleichzeitig kam es zu Aufständen in Tirol, in Preußen und im Königreich Westphalen. Als Verbündeter Frankreichs griff Russland in Österreichs Feldzug gegen das Herzogtum Warschau ein. Aber die russische Armee führte nur einen Scheinfeldzug, in dem es zu keinem Kampf mit den Österreichern kam. Auch zu Preußen, mit dem Russland bis 1807 verbündet war, bestanden weiter gute Kontakte. Zwischen Alexander I. und der preußischen Königin gab es eine enge freundschaftliche Verbindung. Zum Missfallen Napoleons empfing der Zar das preußische Königspaar im Januar 1808 für einen mehrwöchigen Freundschaftsbesuch in Sankt Petersburg.
Napoleon lockerte im Jahr 1810 die Kontinentalsperre gegen Großbritannien, mit dem es sich, abgesehen von einer einjährigen Unterbrechung durch den Frieden von Amiens, seit 1793 im Kriegszustand befand, für französische Schiffe. Französische Kaufleute durften unter Auflagen wieder Handel mit Großbritannien betreiben. Dagegen verlangte er im Oktober vom Zaren, dass selbst neutrale Schiffe, die russische Häfen anlaufen wollten, beschlagnahmt werden sollen, sofern sie Waren englischen Ursprungs an Bord hatten. Im August hatte Alexander I. erfahren, dass drei französische Divisionen aus Süddeutschland in die Nähe der russischen Grenze verlegt werden sollten. In Warschau waren für die polnischen Brigaden 50.000 neue Gewehre eingetroffen. Am Ende des Jahres annektierte Frankreich das Herzogtum Oldenburg und griff damit den Schwager des Zaren an. Alexander I. beteiligte sich nicht mehr an der Kontinentalsperre, die zu einer wirtschaftlichen Belastung geworden war. Russland durfte keine Rohstoffe wie Holz, Flachs oder Pech nach Großbritannien exportieren. Textilien, Kaffee, Tee, Tabak oder Zucker durften aus Großbritannien nicht importiert werden. Die Steuereinnahmen aus diesen Geschäften fehlten in der Staatskasse, dafür machten Schmuggler große Gewinne. Unternehmen, die vom Import oder Export abhängig waren, hatten Bankrott gemacht. Der Wert des Papierrubels war drastisch gesunken. Aufgrund der negativen Handelsbilanz verbot der Zar am 31. Dezember den Import von Luxusgütern. Davon war besonders Frankreich betroffen, das große Mengen Seide, Wein und Parfüm nach Russland exportierte. Andere Waren wurden mit so hohen Zöllen belegt, dass sie kaum noch importiert wurden. Das galt nur für Waren, die auf dem Landweg nach Russland kamen. Importe, die auf dem Seeweg erfolgten, waren zollfrei. Davon profitierten Engländer und die neutralen Staaten, deren Schiffe zu einem großen Teil englische Waren beförderten. Russland hielt große Teile des ehemaligen Königreichs Polen besetzt. Diese Gebiete waren traditionell wichtige Holzlieferanten für den Bau britischer Kriegs- und Handelsschiffe. Da Russland das waldreiche Finnland besetzt hatte, war es der größte Holzlieferant Europas und für den britischen Schiffbau lebenswichtig.
Im Jahr 1811 begannen Frankreich und Russland mit den Vorbereitungen für einen Krieg. Bereits im Februar wurden fünf zusätzliche russische Divisionen an die Grenze zu Polen verlegt, außerdem wurden die Truppen an der Grenze mit 180 Kanonen verstärkt. Die Rüstungsfabriken in Tula und Alexandrowsk erhielten die Anweisung, selbst an hohen Feiertagen zu arbeiten. Der Zar rechnete mit einer Invasion und dachte auch an einen Angriffskrieg. Dafür brauchte er die Unterstützung Polens, Preußens und Österreichs. Am 12. Februar schrieb er an Adam Czartoryski und machte ihm den Vorschlag, ein Königreich Polen auszurufen. Im Gegenzug sollten die wichtigsten Politiker und Militärs des Herzogtums Warschau ihm schriftlich garantieren, dass sie ihn unterstützen. Ende Februar schrieb er an den preußischen König und den österreichischen Kaiser, dabei weihte er sie teilweise in seine Pläne ein. Napoleon erfuhr davon und versetzte seine Armee in Alarmbereitschaft. Beide Seiten versicherten mehrfach, dass sie keinen Krieg wollten. Der russische Militärattaché Alexander Iwanowitsch Tschernyschow reiste mehrmals zu Verhandlungen von Sankt Petersburg nach Paris. Bereits im April schrieb er aus Paris, dass, nach seiner Ansicht, der Krieg für Napoleon beschlossene Sache sei. Anderslautende Äußerungen hätten nur den Zweck, Zeit zu gewinnen. Fürst Alexander Kurakin, der russische Gesandte in Paris, musste sich am 15. August, auf einem Empfang zum Geburtstag Napoleons, von diesem einen lautstarken Vortrag anhören, in dem er behauptete, dass Russland einen Krieg plane. Am 17. Oktober unterzeichnete Gerhard von Scharnhorst in Sankt Petersburg einen Bündnisvertrag zwischen Preußen und Russland, der bedeutungslos blieb, da er nur für den Fall eines französischen Angriffs auf Preußen galt. In diesem Fall sollte sich die preußische Armee auf russisches Territorium zurückziehen, um sich dort mit der russischen Armee zu vereinen.
Im November forderte Napoleon topographische Karten über Russland aus der kaiserlichen Bibliothek an, wobei ihn besonders Litauen interessierte. Im Dezember informierte er seine Verbündeten, dass sie sich auf einen Krieg vorbereiten sollten. Ende 1811 wurde in Paris ein Drucker verhaftet, der russische Banknoten herstellte. Er tat das angeblich im Auftrag des französischen Polizeiministers und wurde wieder freigelassen. Louis-Philippe de Ségur, ein enger Vertrauter Napoleons, bestätigte die Festnahme. Nach seiner Darstellung sah Napoleon das Falschgeld nur mit deutlichem Widerwillen und der größte Teil des Geldes wurde auf dem Rückzug in Wilna auf Anweisung Napoleons verbrannt. Was mit dem restlichen Teil passierte, verschwieg Ségur. Im Auftrag des preußischen Königs reiste Scharnhorst nach Wien, um dort Sondierungsgespräche zu führen. Am 26. Dezember lehnte der österreichische Kanzler Metternich ein Bündnis ab.
Napoleon war sich der Besonderheiten des Kriegsschauplatzes sowie der daraus abzuleitenden Maßnahmen durchaus bewusst. Das „Hineinstolpern“ in das „russische Wagnis“ – wie in der Literatur oft zu finden – fand definitiv nicht statt. So waren ihm die Erfahrungen während des Winterfeldzuges von 1806/07 östlich der Weichsel und in Polen bekannt; weiterhin versorgte er sich bereits im Frühjahr 1811 mit den wichtigsten literarischen Werken über die stattgefundenen Feldzüge der Russen und Österreicher; ebenso waren ihm Darstellungen der Operationen Karls XII. gegen Russland im Großen Nordischen Krieg in den Jahren 1708/09 geläufig. Darüber hinaus waren unmittelbar vor dem Konflikt polnische und französische Offiziere damit beauftragt worden, die Wegverhältnisse jenseits des Njemen (deutsch: Memel) zu erkunden.
Im Februar 1812 besetzten französische Truppen Schwedisch-Vorpommern und die damals schwedische Insel Rügen. Ein Mitarbeiter des Pariser Kriegsministeriums, der regelmäßig Informationen an Tschernyschow verkauft hatte, wurde im gleichen Monat festgenommen. Auch Napoleon hatte seine Spione. Auf diesem Weg gelangte er in den Besitz russischer Druckplatten für Landkarten. Im März berichtete die Vossische Zeitung in Berlin über den Aufmarsch französischer Truppen in Deutschland. John Quincy Adams, amerikanischer Gesandter in Sankt Petersburg und später Präsident der USA, notierte zur gleichen Zeit den Abmarsch russischer Truppen aus Sankt Petersburg in sein Tagebuch. Schweden schloss am 5. April ein Bündnis mit Russland, in dem es auf das von Russland besetzte Finnland verzichtete. Im Gegenzug sollte es nach einem Sieg gegen Napoleon Norwegen erhalten, das zu Dänemark gehörte. Alexander I. verlangte am 8. April den Rückzug aller französischen Truppen als Vorbedingung für weitere Verhandlungen. Dieses Schreiben wurde am 30. April in Paris übergeben. Bereits am 18. April hatte Napoleon England einen Friedensvorschlag gemacht, der abgelehnt wurde, da das Angebot vorsah, dass Napoleons Bruder Joseph König von Spanien bleiben sollte. Am 21. April verließ Alexander Sankt Petersburg und reiste nach Wilna, um das Kommando über die Armee zu übernehmen. In Litauen war bereits vorher eine Nachrichtensperre verhängt worden. Die in Wilna lebende Gräfin Tiesenhausen schrieb: „Wir wussten nicht einmal, dass die Franzosen durch Deutschland marschierten […].“ Am 25. April forderte Zar Alexander Napoleon auf, seine Truppen aus Preußen abzuziehen, doch die Entscheidung für den Krieg war bereits gefallen.
Am 9. Mai verließ Napoleon Paris. Louis de Narbonne überreichte Alexander am 18. Mai ein Schreiben Napoleons, in dem der seine Friedensbereitschaft bestätigte. Im Gegenzug verlangte er, dass sich Russland wieder an der Kontinentalsperre beteiligen sollte. Narbonne berichtete Alexander auch über die Stärke der Grande Armée, wobei er das auf ausdrücklichen Befehl Napoleons tat. Alexander ließ sich nicht beeindrucken. Als Narbonne sechs Tage später ein Antwortschreiben an Napoleon übergab, erklärte der: „So sind also alle Vermittlungsvorschläge am Ende angelangt! Der Geist, der im russischen Lager herrscht, treibt uns in den Krieg. […] Es ist keine Zeit mit fruchtlosen Verhandlungen zu vergeuden […].“ Mit dem Frieden von Bukarest beendete Russland am 28. Mai den Krieg mit dem Osmanischen Reich, wodurch weitere Truppen für einen Krieg gegen Napoleon frei wurden. Nach den Verträgen mit Schweden und dem Osmanischen Reich marschierten 90.000 russische Soldaten als Verstärkung in Richtung der russisch-polnischen Grenze. Der russische Gesandte in Paris, Kurakin, hatte mehrfach seine Pässe für eine Abreise gefordert. Aus Sicht Napoleons war das ein Abbruch der diplomatischen Beziehungen, was er Jahre später als russische Kriegserklärung darstellte. Kurakin erhielt seine Pässe am 12. Juni und reiste aus Paris ab. Am 22. Juni verfasste Napoleon in Wilkowiszki einen Tagesbefehl, in dem er den Zweiten Polnischen Krieg verkündete.

„Soldaten! Der zweite polnische Krieg hat begonnen! Der erste wurde in Friedland und Tilsit beendet. In Tilsit schwor Russland ewiges Bündnis mit Frankreich und Krieg gegen Großbritannien. Heute bricht es seine Schwüre. Es verweigert jede Erklärung seines befremdenden Verhaltens, bis die französischen Adler über den Rhein zurückgegangen und unsere Verbündeten seiner Willkür preisgegeben sind. Russland wird vom Verhängnis fortgerissen, sein Schicksal muss in Erfüllung gehen. Glaubt es uns denn entartet? Wären wir denn nicht mehr die Soldaten von Austerlitz? Es stellt uns zwischen Entehrung und Krieg. Die Wahl kann nicht zweifelhaft sein. Marschieren wir also. Gehen wir über den Njemen und tragen den Krieg auf russischen Boden. Der zweite polnische Krieg wird wie der erste ruhmvoll für die französischen Waffen sein; aber der Friede den wir schließen werden, wird seine Garantie in sich tragen, und dem unheilvollen Einfluss, den Russland seit fünfzig Jahren auf die Angelegenheiten Europas ausgeübt hat, ein Ende bereiten.“

Am nächsten Tag ritt Napoleon, getarnt mit dem Mantel eines polnischen Ulanen, an die Memel (polnisch: Njemen). Er wurde von Armand de Caulaincourt begleitet, der berichtete, dass das Pferd Napoleons vor einem aufspringenden Hasen scheute und der Kaiser vom Pferd fiel. Der Krieg begann mit einem schlechten Vorzeichen, so Caulaincourt.

## Logistik
In früheren Kriegen hatte sich die französische Armee fast ausschließlich aus dem durchzogenen Land versorgt. Meistens hatten französische Revolutionstruppen, ebenso wie später Napoleons Truppen, keinen militärisch organisierten Tross wie andere Armeen. Sie waren deshalb schneller und beweglicher, aber auf stete Versorgung durch Bauern und Kaufleute des besetzten Landes angewiesen. Diese Strategie hatte im dicht besiedelten Mitteleuropa gut funktioniert, in den Weiten Russlands mit ihrer dünnen Besiedelung und schlechtem Straßennetz war sie zum Scheitern verurteilt.
Für den Krieg gegen Russland hatte Kaiser Napoleon eine umfangreichere Logistik als bisher geplant und in Preußen und Polen wurden viele Lagerhäuser mit Vorräten gefüllt. Auf den Flüssen in Preußen und Polen wurde eine große Zahl von Lastkähnen eingesetzt, die den Nachschub auf dem Wasserweg übernahmen. Der Zeitpunkt für den Einmarsch war ebenfalls unter logistischen Aspekten festgelegt worden. Napoleon ging davon aus, dass die Armee sich zu dieser Jahreszeit mit russischem Getreide versorgen könne, und für Pferde und Rinder sollte ausreichend Futter vorhanden sein. Die medizinische Versorgung war für die damalige Zeit vorbildlich. Die französische Armee war eine der ersten, die über Sanitätsfuhrwerke verfügten. Der Arzt Dominique Jean Larrey, der die mobilen Lazarette eingeführt hatte, begleitete die Armee in Russland als Leiter des medizinischen Korps.
Durch diesen Anspruch war der Tross, der der Großen Armee folgte, sehr umfangreich. Allein Napoleons persönlicher Tross bestand aus 18 Versorgungswagen, einem Garderobewagen, zwei Butlern, drei Köchen, sechs Dienern und acht Pferdeknechten. Er selbst fuhr in einer sechsspännigen Kutsche, weitere 52 Kutschen wurden allein für seinen Stab benötigt sowie eine enorme Zahl von Fuhrwerken nur für dessen Versorgung. Zum Bau von Brücken wurden auf mehreren Wagen Pontons sowie Fuhrwerke mit Material und Werkzeug für Pioniere mitgeführt. Feldschmieden und eine mobile Druckerei gehörten zum Tross. Die Artillerie hatte nur mit ihren Lafetten für die Kanonen und den dazugehörigen Munitionswagen mehr als 3.000 Fuhrwerke. Schneider, Schuster und andere Handwerker begleiteten die Armee. Mehr als 50 Kassenwagen mit Geld für den Sold der Soldaten und andere Ausgaben begleiteten die Truppen. Jeder Stab der einzelnen Korps hatte einen riesigen Fuhrpark, darunter viele Fuhrwerke für den persönlichen Komfort der höheren Offiziere. Häufig wurde dadurch das Fortkommen der Fuhrwerke behindert, die für die Versorgung der Armee wichtig waren. Der Arzt Heinrich von Roos berichtete, dass, als er Wilna erreichte, seine Sanitätsfahrzeuge noch nicht einmal die Memel überquert hatten.
Über den bei den Verbänden schon vorhandenen Fuhrpark hinaus hatte Napoleon für das militärische Transportwesen zusätzlich 26 Equipagen-Bataillons mit über 6.000 Wagen bereitstellen lassen. Hinter der Armee sollten Herden mit Schlachtvieh folgen, das jedoch, ohne Pausen vorwärtsgetrieben, rasch abmagerte und zum beträchtlichen Teil am Straßenrand verendete. Darüber hinaus war ein Teil der 26 Equipagen-Bataillons mit Ochsen bespannt, die für den späteren Verzehr vorgesehen waren; diese Tiere verendeten wegen der mangelhaften Versorgung aber schon nach kurzer Zeit. Die Fuhrwerke der 26 Equipagen-Bataillone, die zusammen eine Transportkapazität von knapp 8.000 Tonnen besaßen, reichten für die Versorgung der rund 600.000 Mann der Grande Armée nicht im Entferntesten aus: Besatzungstruppen in Preußen und Polen sowie zahlreiche Militärbeamte, die der Armee folgten, mussten schließlich ebenfalls ernährt werden. Daher requirierten die französischen Einheiten – genau wie schon die „Revolutionstruppen“ vor ihnen – in Preußen, Polen und Litauen unzählige Pferdefuhrwerke. Nach einem offiziellen Bericht der Regierung in Königsberg wurden im Jahr 1812 von der französischen Armee allein in der preußischen Provinz Ostpreußen 1.629 Fuhrwerke und 7.546 Pferde förmlich requiriert.
Darüber hinaus nahmen die durchziehenden Truppen der Grande Armée aus der Provinz noch weitere 26.579 Wagen und 79.161 Pferde gewaltsam mit. Aus den anderen preußischen Provinzen und dem Herzogtum Warschau wurden ähnliche Zahlen gemeldet. Der Marquis de Chambray bezeichnete diese zahllosen Privatfuhrwerke, die ohne Ordnung die Truppen begleiteten, als „eine wahre Plage“, da sie andauernd die Straßen blockierten und dadurch die marschierenden Verbände auseinanderrissen. Die von der Armee zum Mitkommen gezwungenen Pferde und Menschen mussten sich, da sie nicht zur Armee gehörten, selbst versorgen. Diese wurden für kurze Zeit rücksichtslos ausgebeutet, so dass viele von ihnen dabei elend zugrunde gingen und nicht mehr nach Hause zurückkehrten. Die Große Armee verteilte sich Ende August auf eine Fläche von rund 350.000 Quadratkilometern (etwa die Fläche des heutigen Deutschlands). Von den gut gefüllten großen Magazinen in Danzig hatten die Fuhrkolonnen nur bis Smolensk über 900 Kilometer zurückzulegen. Für diesen Weg benötigte ein Transportbataillon (hin und zurück) mehr als 80 Tage. Daher waren im Januar und Februar 1813 noch viele der französischen Magazine in Preußen, in Polen oder in Litauen mit Lebensmitteln, Kleidung, Medikamenten und sonstigem Bedarf gefüllt und wurden von russischen und preußischen Truppen erobert, während gleichzeitig viele französische Soldaten verhungerten. Allein in Wilna erbeuteten die russischen Truppen 4 Millionen Portionen Brot und Zwieback, 3,6 Millionen Portionen Fleisch und 9 Millionen Portionen Branntwein, Wein und Bier sowie etliche tausend Tonnen Bekleidung und sonstigen Militärbedarf. In Minsk erbeuteten sie, trotz dortiger Versuche, sie bei der Besetzung der Stadt noch zu verbrennen, 2 Millionen Portionen Brot und Zwieback. Der Anspruch der Grande Armée „schneller und beweglicher“ zu sein als andere Heere, führte dazu, dass der militärisch völlig unorganisierte Tross von Anfang an den Kampfeinheiten nicht folgen konnte, so dass der Hunger bei vielen Einheiten schon einsetzte, noch ehe die Memel überschritten oder Grodno erreicht waren. So waren von Anfang an viele Soldaten auf der Suche nach Ess- und Trinkbarem. Dabei verließen sie nicht selten ihre Einheit, um in entfernter gelegenen Dörfern nach Nahrung zu suchen (wie zahlreiche Tagebücher und Briefe von Soldaten belegen). Nicht zuletzt deshalb verlor die Grande Armée schon in den ersten sechs Wochen rund 50.000 Soldaten durch Desertieren.
Bei den Einheiten gab es zwar Fuhrwagen für Lebensmittel, aber keine Wagen für das Futter der rund 150.000 Pferde. Die Tiere, die jeden Tag schwer zu arbeiten und dadurch einen erhöhten Energiebedarf hatten, waren weitgehend auf das Grünfutter angewiesen, das sie in der Nacht grasen konnten. Daher blieben bereits auf dem Weg nach Wilna etwa 10.000 Pferde liegen. Bis zur Schlacht von Smolensk gingen schon mehrere zehntausend Pferde ein. Trotz der unterwegs ständig zwangsweise erfolgten Requirierung von Pferden musste auf dem Rückzug von Moskau ein großer Teil der französischen Kavallerie zu Fuß gehen, um Wagen und Geschütze bespannen zu können. Trotzdem mussten auf dem Rückzug nach kurzer Zeit zahlreiche Munitionswagen und Kanonen wegen fehlender Zugtiere verbrannt oder stehen gelassen werden. Das Gleiche gilt für die provisorischen Transportwagen für Kranke und Verwundete.
Die Logistik der „Großen Armee“ von 1812 war somit höchstens für einen ganz kurzen Feldzug ausgelegt. Das „revolutionäre“, auf Requirierung beruhende System war angesichts des dünn besiedelten Landes schon in Polen und Litauen ungenügend, es versagte endgültig, als die Armee am Dnjepr (kurz vor Smolensk) die Grenze nach („Alt-“)Russland überschritt und ab dort fast nur noch verlassene Dörfer und große Wälder vorfand. Da die Grande Armée keine Zelte für die Soldaten mit sich führte, mussten diese selbst bei Regen, Schneetreiben und klirrendem Frost im Freien biwakieren. Der weitgehende Verzicht auf einen militärisch organisierten Tross rächte sich in Russland. Die Invasoren verloren dadurch wesentlich mehr Menschen durch Hunger, Krankheit und Desertion als durch Feindeinwirkung.

## Die Armeen

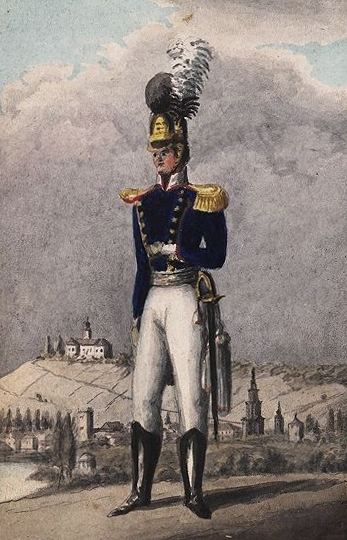
Württembergischer Leutnant beim Auszug aus Heilbronn, 1812

### Die Grande Armée

#### Zusammensetzung und Truppen der Verbündeten
Die Grande Armée bestand beim Feldzug gegen Russland nicht einmal zur Hälfte aus Franzosen. Selbst diese waren nach heutigem Verständnis zu einem erheblichen Teil Italiener, Deutsche, Niederländer, Belgier oder Kroaten, denn Frankreich hatte weite Teile Italiens, die Niederlande, die deutschen Gebiete westlich des Rheins einschließlich des späteren Belgien und große Teile Norddeutschlands bis Lübeck sowie dalmatinische Gebiete annektiert. Außerdem dienten in der französischen Armee ab 1796 freiwillig die aus Polen bestehende Weichsellegion und andere einzelne polnische Verbände, eine irische und eine portugiesische Legion und eine nordafrikanische Reitertruppe sowie mehrere 1807 in Spanien zwangsrekrutierte Regimenter.

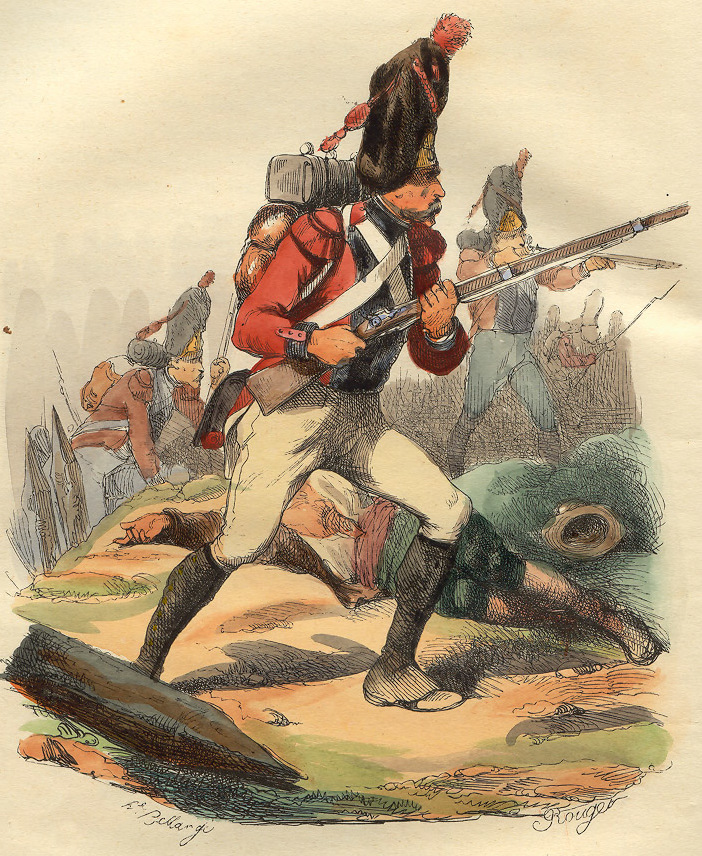
Schweizer Grenadiere der Grande Armée

Die Staaten des Rheinbundes brachten ihre gesamten Streitkräfte mit rund 120.000 Soldaten für den Feldzug gegen Russland auf, darunter mehr als 30.000 Mann aus dem Königreich Bayern, über 27.000 Mann des Königreichs Westphalen und 20.000 Sachsen. Diese Staaten hatten eigene Korps, die von französischen Generalen kommandiert wurden, während die Kontingente der kleineren Rheinbundmitglieder in die französische Armee integriert waren.

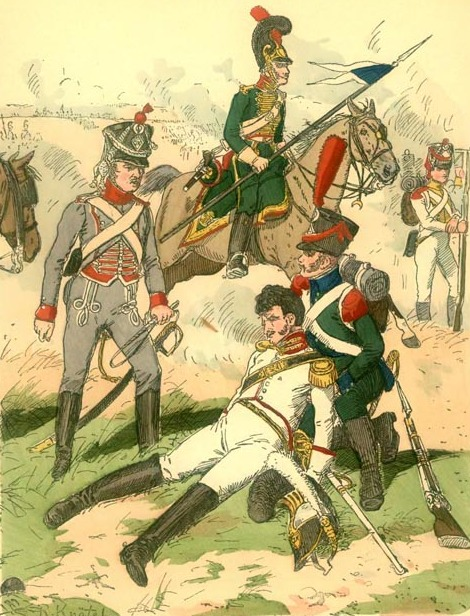
Westfälische Truppen, 1812

Die Polen im Herzogtum Warschau sahen im Russlandfeldzug die Gelegenheit einer Wiederherstellung Polens durch Rückeroberung der von Russland annektierten Gebiete. Das Herzogtum stellte nach Frankreich und dem Rheinbund in einem nationalen Kraftakt mit 96.000 Mann den drittgrößten Anteil an der Grande Armée. In den ersten Kriegswochen errichtete Napoleon weitere polnische und litauische Verbände in den eroberten Gebieten. Zusammen mit den in der französischen Armee und den seit Anfang 1813 in den neu formierten Verbänden des Herzogtums Dienenden haben im Sechsten Koalitionskrieg rund 100.000 Polen für Napoleon gekämpft. Auch Truppen der napoleonischen Satellitenstaaten Königreich Italien und der Schweiz kamen in Russland für Napoleon zum Einsatz.
Österreich und Preußen mussten sich unter politischem Druck verpflichten, Hilfskorps für Napoleon zu stellen. Österreich hatte sich verpflichtet, ein Armeekorps von 30.000 Mann zu stellen, etwa ein Fünftel seiner Streitkräfte, und Preußen musste mit 20.000 Mann beinahe die Hälfte seiner mobilen Streitkräfte aufbieten. Im Unterschied zum österreichischen Korps, dessen Kommandeur, Fürst Schwarzenberg, Napoleon direkt unterstellt war, wurde das preußische Kontingent als Division in das Korps des französischen Marschalls MacDonald eingegliedert (10. Armeekorps). Der Kampfwert dieser beiden Korps, die einige Jahre zuvor gegen Frankreich gekämpft hatten, war nicht sehr groß. Es fehlte die Motivation, um für Napoleon gegen einen ehemaligen Verbündeten zu kämpfen. Nachdem sich Preußen zur Gestellung eines Hilfskorps verpflichtet hatte, schrieb der preußische König an den russischen Zaren: „Beklagen Sie mich, aber verdammen Sie mich nicht. Vielleicht kommt bald die Zeit, wo wir in engem Bunde vereint handeln werden.“ Der russische Gesandte in Wien, Graf Stakelberg, berichtete nach Sankt Petersburg, dass der Einsatz des österreichischen Korps sich auf das Notwendige beschränken würde.

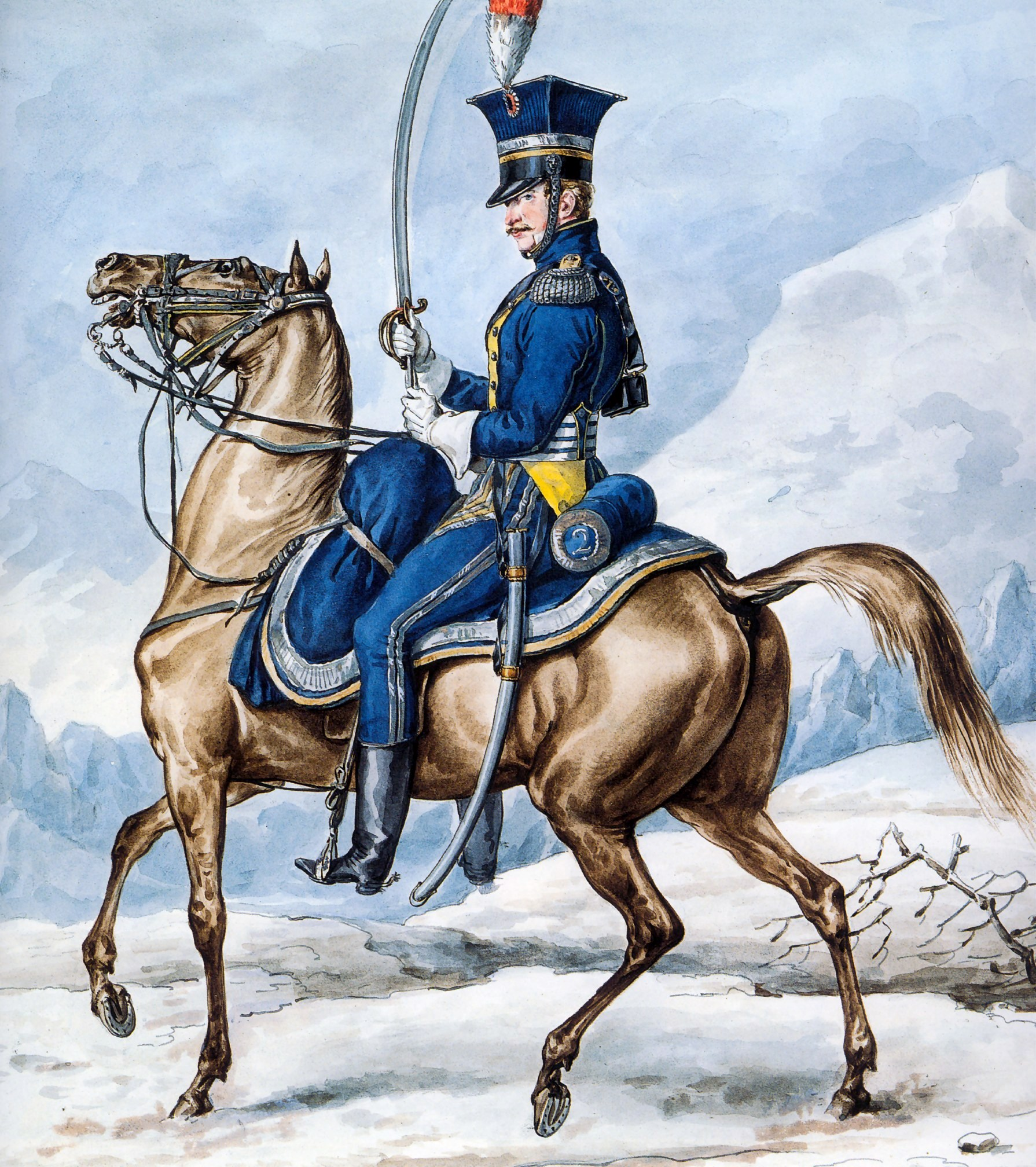
Leichter polnischer Lanzenreiter

Napoleon führte gleichzeitig Krieg in Spanien, wo 250.000 Soldaten auf französischer Seite kämpften. Nachdem dort ein Regiment aus Nassau zum Feind übergelaufen war, betrachtete er manche Truppen des Rheinbundes mit Misstrauen. In Braunschweig war es Anfang 1812 zu Auseinandersetzungen zwischen französischen und westphälischen Soldaten gekommen, bei denen mehrere Franzosen getötet oder verwundet wurden. Die Situation eskalierte und es gab regelrechte Straßenschlachten. Zwei westphälische Soldaten wurden verurteilt und erschossen. Ein Bürger der Stadt wurde enthauptet. Mit dem eigentlichen Vorfall hatte er nichts zu tun, er hatte zuvor einen französischen Offizier getötet. Er wurde demonstrativ in Braunschweig geköpft statt wie vorgesehen in Wolfenbüttel. Napoleons Misstrauen war nicht unberechtigt. Sachsen, Bayern und Preußen mussten Kavallerie an die Hauptarmee abgeben, wodurch die Korps, in denen sich ihre Hauptstreitkräfte befanden, geschwächt wurden. Nicht nur militärisch, sondern auch logistisch, da die Kavallerie beim Requirieren von Nahrung einen wesentlich größeren Aktionsradius hatte. Die Kavallerie aller Korps, einschließlich der Garde, hatte etwa 95.000 Pferde. Dazu kamen Zugpferde für die Artillerie und den Tross. Beim Einmarsch in Russland verfügte die Armee über insgesamt fast 200.000 Pferde. Die Qualität der französischen Kavalleriepferde war häufig schlechter als die der russischen. Während der Französischen Revolution war der Adel enteignet und die Zuchtgestüte waren aufgelöst worden. Auch in den nachfolgenden Kriegen waren viele Pferde getötet worden.

#### Zur Stärke der französischen „Grande Armée“
Seit der mehrfachen Veröffentlichung von Bestandslisten der Grande Armée, der Briefe und Depeschen von Kaiser Napoleon und dem französischen Hauptquartier ist die Gliederung und Stärke der Grande Armée von 1812 weitgehend geklärt. Da die Stärke der Einheiten, wie den wöchentlichen Bestandslisten des Großen Hauptquartiers gut zu entnehmen ist, sich durch Abgänge und Neuankömmlinge praktisch täglich veränderten, werden hier in der kurzen Zusammenstellung die Zahlen gerundet angegeben. Nach den Bestandslisten war die Feldarmee, mit der Kaiser Napoleon am 24. Juni 1812 die russische Grenze überschritt, etwas mehr als 420.000 Mann stark. Sie bestand aus dem Großen Hauptquartier, dem 1. bis 8. und dem 10. Armeekorps (mit preußischen Hilfskorps), der Kavalleriereserve (mit etwas über 40.000 Reitern) mit dem 1. bis 4. Kavalleriekorps und der Kaiserlichen Garde (in der Stärke eines Armeekorps). Zusammen mit dem 12. Armeekorps (mit österreichischen Hilfskorps) von 30.000 Mann und den dazugehörigen „großen Parks“, den großen Armee-Fuhrparks der Artillerie, des Trains (dem Nachschubwesen) und der Genie-Truppen (Pioniere), mit all den dazugehörigen Unterstützungstruppen über 22.000 Mann, umfasste die Armee der ersten Linie etwa 475.000 Mann und fast 200.000 Pferde.
Hinter dieser Armee folgten weitere Unterstützungs- und Nachschubtruppen, zu denen ein Belagerungspark (vorgesehen für Riga) und weitere Brückentrains gehörten. Außerdem zählten zu diesen Truppen die Intendanturen, die Feldjustiz, die Feldpostämter, die Gendarmerie und diverse Handwerkerkompanien sowie die in Litauen neu angeworbenen Truppen (in erster Linie Deserteure der russischen Armee). Zusammen zählten diese Truppen etwa 35.000 bis 40.000 Mann. Dahinter folgten im Verlauf der nächsten Wochen die Truppen der zweiten und dritten Linie: das 9. und das 11. Armeekorps, diese waren – zusammen mit gleichzeitig nachrückenden Ersatztruppen aus der Heimat – etwa 95.000 bis 100.000 Mann stark. Ihre Hauptaufgabe war es, die langen Nachschubwege für die vorderen Truppen zu sichern und neue Magazine in den besetzten Gebieten anzulegen und diese gegen mögliche Angriffe zu schützen. Dies ergibt zusammen eine Armee von insgesamt mehr als 610.000 Mann. In dieser Zahl sind die übrigen rückwärtigen Truppen und die Festungsbesatzungen in Norddeutschland, Preußen, Danzig und in Warschau (ungefähr 70.000 Mann) nicht mit enthalten. Davon abweichende Zahlen, die sich in der Literatur finden, erklären sich meist daraus, dass in manchen Kurzdarstellungen des Feldzuges die umfangreichen Hilfs- und Versorgungstruppen ganz oder teilweise mit Stillschweigen übergangen werden oder ohne weitere Zahlenangaben in einem Nebensatz bloß angedeutet werden.
Bis Mitte Dezember 1812 gelangten etliche Einheiten des nachrückenden 11. Armeekorps „nur“ bis Ostpreußen und bis ins Herzogtum Warschau. Da diese Truppen die russische Grenze nicht überschritten haben, werden auch sie in manchen Darstellungen des Feldzuges nicht mitgezählt. Abgesehen davon, dass diese Truppen unbestritten dennoch Teil der „Grande Armée“ waren, übernahmen sie im Dezember 1812 die Deckung der über die Beresina zurückgekommenen Soldaten und sicherten damit gemeinsam mit den ebenfalls zurückgebliebenen Besatzungen der Festungen in Preußen und Warschau die Reste des geschlagenen Heeres gegen die nachdrängende russische Armee und ermöglichten diesen dadurch, sich wieder zu sammeln und notdürftig zu reorganisieren. Allein schon dadurch, dass sie ab Mitte Dezember 1812 den Vormarsch der russischen Armee zeitweilig aufhielten, was sie anschließend in den Strudel des Untergangs mit hineinzog, wurden sie zu Teilnehmern des russischen Feldzuges.

### Die russische Armee
Die Stärke der russischen Armee sollte 600.000 Mann betragen, dafür bezahlte der Zar. Tatsächlich waren zu Beginn des Krieges nur etwa 420.000 Mann vorhanden. Das war nicht ungewöhnlich für die damalige Zeit, im Jahr 1806 hatte Preußen auf dem Papier 250.000 Soldaten und bekam anfangs nur 120.000 zusammen. Aufgrund der Größe des russischen Reiches verteilten sich die 420.000 Soldaten über ein weites Gebiet. In vielen Belangen war die Armee noch hinter anderen Armeen zurück, deshalb wurden gern ausländische Offiziere aufgenommen. Deutsche, österreichische, schwedische und französische Offiziere dienten in der russischen Armee. Als Alexander I. forderte, Napoleon solle die Polen in seiner Garde entlassen, konterte der, der Zar solle erst die vielen Franzosen in seiner Armee entlassen. Als einziger ernsthafter Gegner Napoleons war Russland ein Sammelbecken für viele seiner Gegner. General Langeron, ein Franzose, kämpfte bereits seit Jahren in der russischen Armee. Der hohe Anteil ausländischer Offiziere wurde nicht von allen gern gesehen, weil sie häufig besser bezahlt und mit einem höheren Dienstgrad eingestellt wurden.
Die einfachen Soldaten waren Russen und Männer aus den von Russland besetzten Gebieten. Im Hinblick auf die Verständigung war die russische Armee deshalb im Vorteil gegenüber der Grande Armée, in der viele verschiedene Sprachen gesprochen wurden und es zu Auseinandersetzungen zwischen den einzelnen Nationalitäten kam. In der Hoffnung auf Überläufer wurde die Russisch-Deutsche Legion gebildet. 10.000 Exemplare eines Aufrufes, sich der Legion anzuschließen, wurden nach Deutschland und in die deutschen Truppen geschleust. Das brachte nicht den gewünschten Erfolg. Da Preußen von Frankreich besetzt war, wurden die Preußen als einer der moralisch schwächsten Punkte der Grande Armée angesehen. Deshalb versuchten ehemalige preußische Offiziere, die in russischen Diensten standen, die Soldaten direkt an der Front zum Überlaufen zu bewegen; der Oberstleutnant Tiedemann wurde dabei erschossen. Bereits im Juli 1812 stießen 30 Mann des aus Holländern bestehenden zweiten Garde-Ulanen-Regiments zur Legion. Später folgten 50 preußische Infanteristen und 40 Husaren, die im Raum Riga in Gefangenschaft geraten waren. Am 22. August, nach dem Gefecht bei Dahlenkirchen, lief ein preußisches Jägerbataillon fast geschlossen über. Insgesamt war die Legion 1812 bedeutungslos und kam erst 1813 zum Einsatz.
Mit zwei Dingen wird die russische Armee häufig in Verbindung gebracht – die geplante Rückzugsstrategie und die Taktik der verbrannten Erde. Es gab weder das eine noch das andere. Der Rückzug wurde aus der Not geboren, nach Carl von Clausewitz „hat der Krieg sich so gemacht“. Es gab zwar entsprechende Überlegungen und Vorschläge, aber Clausewitz bestritt, dass es in dieser Form geplant war.
Dem widerspricht die Darstellung Caulaincourts, des französischen Gesandten am Zarenhof, die er am 5. Juni 1811 nach seiner Rückkehr aus St. Petersburg nach einem fünfstündigen Bericht an Napoleon noch am selben Abend niedergeschrieben hat:

„Wenn das Waffenglück gegen mich sein sollte […] zöge ich mich lieber bis nach Kamtschatka zurück, als dass ich Provinzen abträte und in meiner Hauptstadt einen Vertrag abschlösse, der nur ein Waffenstillstand wäre. Der Franzose ist tapfer; aber lange Entbehrungen und ein hartes Klima entmutigen ihn. Unser Klima, unser Winter werden für uns kämpfen. Wunder geschehen bei Euch nur dort, wo der Kaiser steht. Er kann nicht überall sein, er kann nicht jahrelang von Paris fernbleiben! Alexander hatte gesagt, er sei sich des Talents Napoleons, Schlachten zu gewinnen nur zu bewusst und werde es daher vermeiden, dort gegen die Franzosen zu kämpfen, wo sie unter seinem Kommando stünden. Mit Bezug auf die ‚guerilla‘ in Spanien äußerte er, die ganze russische Nation werde einer Invasion Widerstand leisten.“

Die russische Armee war zu Beginn des Krieges über eine breite Front verteilt und zu schwach gegen die Grande Armée. Was die Taktik der verbrannten Erde betrifft, gibt es bis Smolensk keine Berichte über größere Brände, und Smolensk geriet hauptsächlich durch die Schlacht selbst in Brand. Wilna, Minsk und Witebsk fielen den Franzosen weitgehend unversehrt in die Hände, wie viele andere Orte. Die russische Armee hat eigene Vorräte, die sie nicht mitnehmen konnte, verbrannt. Es wurden nicht die Vorräte der Zivilbevölkerung verbrannt oder deren Häuser. Das geschah erst, nachdem Napoleon Smolensk verlassen hatte, und hier lässt sich nicht ausschließen, dass einige Brände durch die französische Armee verursacht wurden. Es existieren Berichte, dass Soldaten Häuser plünderten, die ja in dem Fall noch unversehrt gewesen sein müssen. Die Berichte über verbrannte Dörfer stammen häufig von Soldaten der französischen Nachhut, die die Russen dafür verantwortlich gemacht haben. Noch kurz vor Moskau fiel die Stadt Moschaisk nahezu unzerstört in die Hände der französischen Armee, die dort ihr Lazarett und eine Garnison einrichtete. Verwundete russische Soldaten, die sich in den Häusern befanden, wurden auf die Straße geworfen.

## Der Vormarsch

### Der Einmarsch der Grande Armée

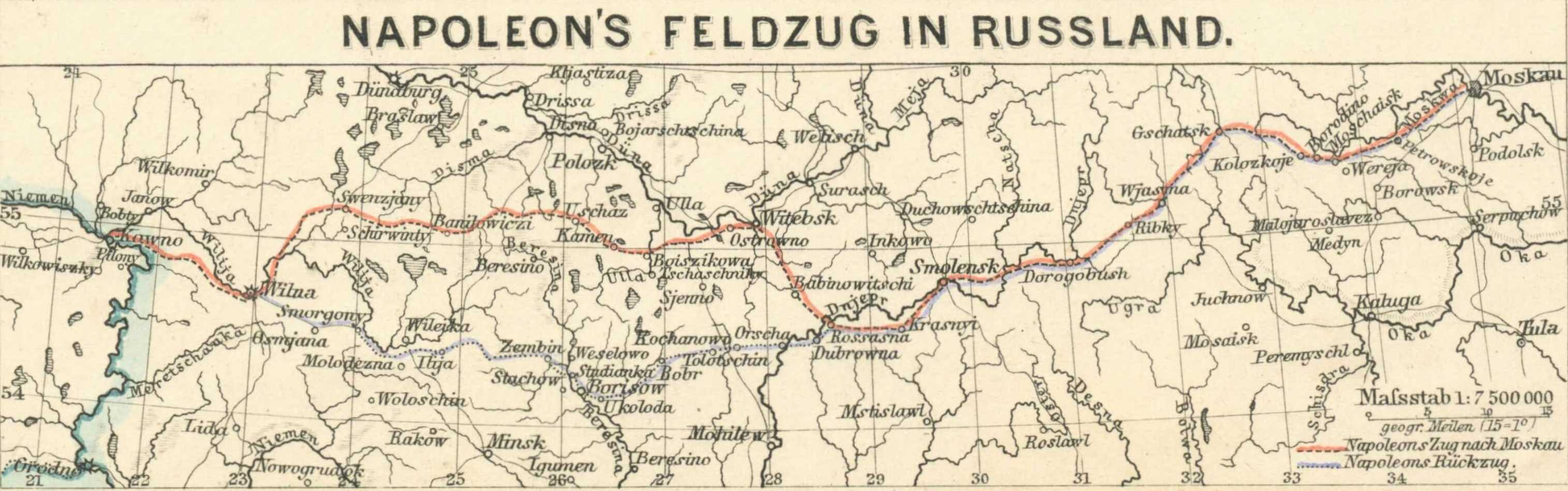
Marschrouten für Einmarsch und Rückzug, Karte von 1872

In der Nacht zum 24. Juni 1812 befahl Kaiser Napoleon bei Kowno (Kaunas) den Bau von drei Schiffsbrücken und den Übergang seiner Grande Armée über die Memel (polnisch: Njemen). Er überschritt damit zugleich die Grenze und eröffnete den Angriff auf Russland. In den nächsten Tagen bis zum 30. Juni folgte ein Heer von insgesamt etwa 475.000 Mann (einschließlich des österreichischen Hilfskorps und der „Großen Parks“; vgl. dazu oben Zur Stärke der französischen „Grande Armée“). Der Kaiser erwartete einen schnellen Sieg, sein strategisches Ziel war es, die russischen Hauptstreitkräfte zu einer Schlacht zu stellen und möglichst früh vernichtend zu schlagen; deshalb folgten seine Truppen den russischen Streitkräften in Eilmärschen. Das Verfolgen hatte katastrophale Auswirkungen:
Unmittelbar nach dem Einmarsch begannen tagelange Gewitterregen, die das Land in Sumpf und Morast verwandelten. Beim Versuch, die angeschwollene Wilia zu überqueren, ertranken die meisten Soldaten einer polnischen Kavallerieschwadron. Die Armee entfernte sich immer mehr von ihren Versorgungsfuhrwerken, die im Schlamm steckenblieben. Der sächsische General Ferdinand von Funck berichtete, dass auf mehr als 1200 Bauernwagen Brot für vier bis fünf Tage nachgeschleppt wurde. Trotzdem hungerten die Soldaten, weil das Brot sie nicht erreichte. Jeder Soldat hatte eine Notration Zwieback bei sich; aber es war streng verboten, sie anzugreifen. Das dünn besiedelte Land konnte die große Masse der Armee nicht ernähren, zudem hatte sich bereits die russische Armee aus dem Land versorgt. Durch unsauberes Wasser, aus Flüssen und Sümpfen geschöpft, erkrankten viele Soldaten an der Ruhr. Der Branntwein, mit dem üblicherweise das Wasser genießbar gemacht wurde, war ausgegangen. Ferdinand von Funck schrieb dazu: „Die Ruhr wütete förmlich unter den Regimentern und wenn wir unterwegs halt machten, musste allemal nach dem Winde die Seite bestimmt werden, nach der die Leute zur Befriedigung natürlicher Bedürfnisse antreten sollten, weil fast in wenigen Minuten die Luft verpestet war.“ Tausende Soldaten starben in den ersten Wochen an Krankheiten oder Entkräftung, viele desertierten und einige Soldaten nahmen sich in ihrer Verzweiflung das Leben. Deserteure, wieder eingefangen, wurden meist erschossen. Andere zogen in kleinen oder größeren Banden durch das Land und terrorisierten die Bevölkerung. Die Verluste an Pferden waren enorm, bereits in den ersten Tagen starben mehr als 20.000. Die Futtersituation für die gewaltige Menge Pferde war dramatisch. Man verfütterte das Stroh von den Dächern der Häuser, falls diese noch nicht abgebrannt waren. Heu und Hafer gab es nur selten, unreifes Getreide führte zu Krankheiten und der ständige Vormarsch bot keine ausreichenden Ruhepausen für die Pferde.
Durch Briefe der Soldaten waren diese Verhältnisse sehr schnell in Deutschland bekannt, was zu Beunruhigungen führte. Bereits am 2. August verbot König Friedrich von Württemberg deshalb, dass seine Soldaten, die in Russland waren, schlechte Nachrichten in der Heimat verbreiten: „Allerhöchstdieselben wollen daher jede fernere schriftliche Äußerung dieser Art auf das Ernstlichste verboten haben mit dem ernsten Anfügen, dass wenn dergleichen wieder statthaben sollte, die Urheber mit den empfindlichsten Strafen belegt werden sollen.“
Zar Alexander I. befand sich bereits seit Ende April bei der russischen Armee und hatte das Kommando. Militärisch hatte er wenig Erfahrung und vertraute auf seine Berater, wie beispielsweise auf den preußischen General Karl Ludwig von Phull. Die 1. russische Westarmee unter Barclay de Tolly war den Franzosen zahlenmäßig weit unterlegen, sie bestand aus etwa 118.000 Mann. Ihr stand eine mehr als dreifache Übermacht gegenüber. Mehr als 150 km südlich befand sich die 2. Westarmee unter Bagration mit 35.000 Mann. Die Reservearmee von Alexander Tormassow mit 30–35.000 Mann befand sich noch weiter südlich und konnte in den Kampf gegen Napoleons Hauptarmee vorerst nicht eingreifen. Östlich von ihr waren die riesigen Pripjetsümpfe, die einen Rückzug in diese Richtung unmöglich machten. Ihr stand nur das österreichische Hilfskorps im Raum Brest-Litowsk gegenüber. Napoleon verstärkte es mit dem 7. Korps, das aus sächsischen Truppen bestand. Die Armee von Tschitschagow, die aus dem Krieg gegen das Osmanische Reich zurückkehrte, war noch weit entfernt, ebenso Verstärkungen aus Finnland unter General Steinheil. Barclay de Tolly und Bagration mussten sich zurückziehen. Bei Deweltowo kam es am 28. Juni zum ersten Gefecht zwischen russischen und französischen Truppen. Während eines schweren Gewitters zog Napoleon am Nachmittag desselben Tages in Wilna ein. Eine Woche später, am 5. Juli, gab es an der Düna das erste Artillerieduell, drei Tage danach besetzte Marschall Davout Minsk.
General von Phull ging der Rückzug nicht schnell genug, mehrfach schickte er den Oberstleutnant Clausewitz zu Barclay de Tolly, um ihn zu einem schnelleren Rückzug zu bewegen. Er befürchtete, dass Napoleon vor der russischen Armee in Drissa sein würde. Dort hatte Russland bereits Monate vorher mit dem Ausbau von Stellungen begonnen und die Armee wollte sich, nach dem Plan von Phull, zur Schlacht stellen. Bagration sollte gleichzeitig im Rücken der Armee Napoleons die Offensive ergreifen. Als die Armee in Drissa ankam, erwies sich das vorbereitete Gelände als ungeeignet. Es befand sich direkt an der Düna, die an dieser Stelle nicht sehr tief war. Teile der französischen Armee hätten der russischen Armee nach einer Umgehung in den Rücken fallen können. Brücken waren nicht vorhanden, weshalb bei einem Rückzug die Kanonen hätten zurückgelassen werden müssen. Eine Niederlage hätte die Vernichtung der Armee zur Folge gehabt und damit die Niederlage Russlands. Am 10. Juli geriet die Vorhut des 4. französischen Kavalleriekorps Latour-Maubourg, unter dem polnischen General Rosnietzky, bei Mir in einen Hinterhalt und wurde von Kosaken unter General Platow geschlagen. Am 14. Juli verließ die russische Armee Drissa. Am gleichen Tag kam es bei Romanowo erneut zu einem Gefecht zwischen Kosaken und polnischer Kavallerie unter Rosnietzky.
Nach den Regenfällen der ersten Tage hatte eine Hitzewelle eingesetzt, die beiden Seiten zu schaffen machte. Clausewitz berichtete, dass er nie in seinem Leben so unter Durst gelitten hätte. Auf der französischen Seite war die Versorgungslage weiter katastrophal, Staub und Hitze machten den Soldaten zusätzlich zu schaffen. Die Verluste der Armee erhöhten sich, bereits in den ersten zwei Wochen hatte sie 135.000 Mann verloren, ohne dass es zu größeren Kampfhandlungen gekommen war. Tausende Pferdekadaver lagen entlang der Marschwege. Die medizinische Versorgung funktionierte nicht, weil die Sanitätsfuhrwerke zurückblieben. Es fehlte an Essig, der zum Desinfizieren benutzt wurde, sowie an Medikamenten und Verbandsmaterial. Wie Larrey berichtete, wurden Hemden, später Papier, Leinwand oder Heu verwendet, um die Verwundeten zu verbinden. Für die Medikamente gab es keinen Ersatz, ebenso nicht für den Essig.

### Barclay de Tolly übernimmt das Kommando

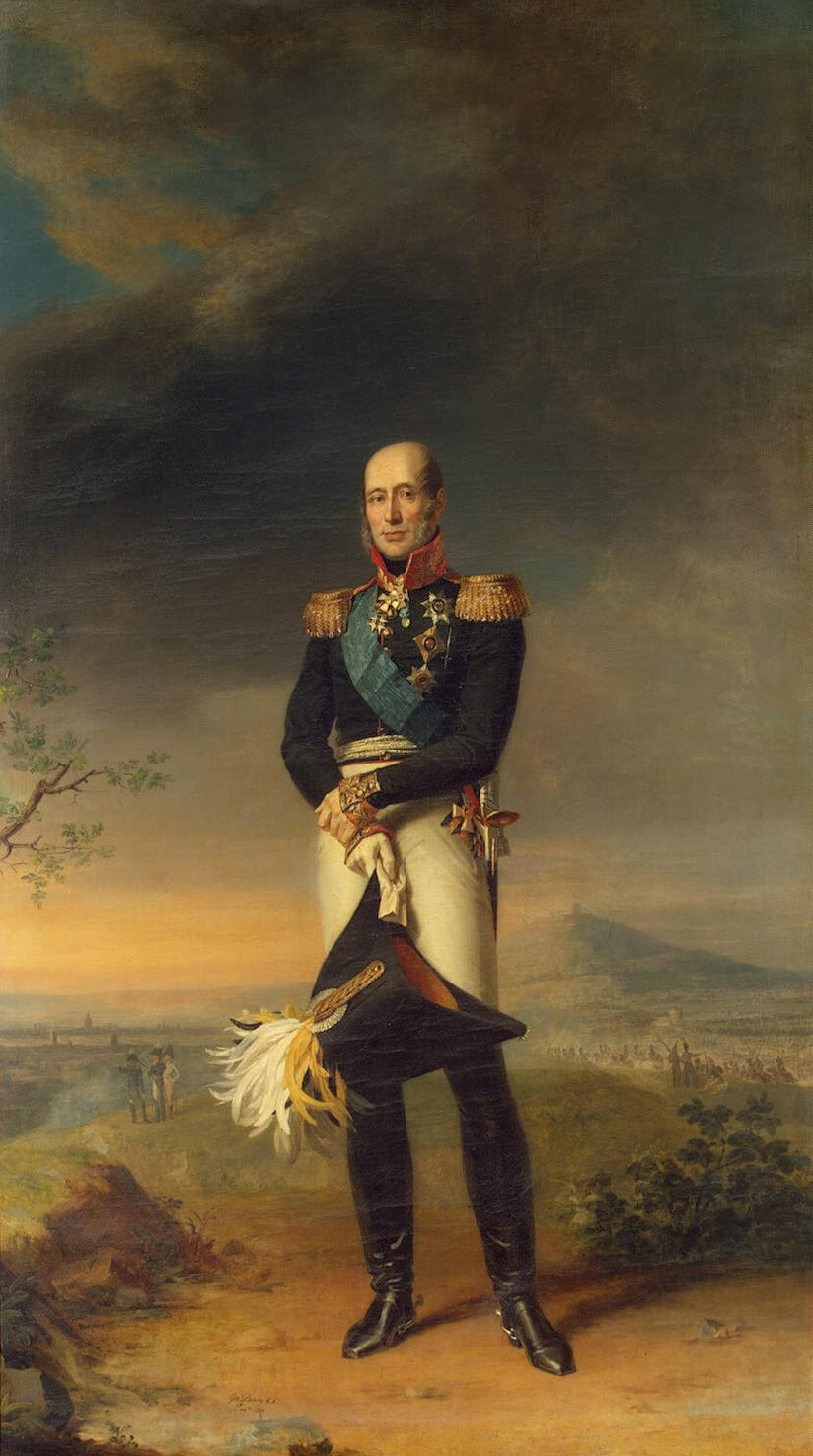
Michael Andreas Barclay de Tolly, Porträt von George Dawe, 1829

Nachdem die Armee am 18. Juli in Polozk angekommen war, übergab der Zar das Kommando an Barclay de Tolly und reiste über Moskau nach Sankt Petersburg. In einem Manifest vom selben Tag rief der Zar den russischen Adel auf, Soldaten zu stellen und erklärte, dass ein Oberbefehlshaber für die Armee später ernannt werden sollte. Barclay de Tolly ließ 25.000 Mann unter General Wittgenstein in Polozk zurück, um den Weg nach Sankt Petersburg zu sichern, das 2. und 6. Korps der Armee Napoleons marschierten in Richtung Polozk. Barclay de Tolly zog mit seiner Armee weiter nach Witebsk, wo er sich mit der 2. Westarmee vereinigen wollte. Napoleon versuchte, die Vereinigung der beiden Armeen zu verhindern. Am 23. Juli konnte der von Bagration mit seinem Korps nach Mogiljow befohlene General Nikolaï Raïevski in der Schlacht die Truppen von Marschall Davout nur einen Tag aufhalten und musste sich zurückziehen. Dadurch war ein Marsch in Richtung Norden nach Witebsk nicht mehr möglich. Bagration musste sich in Richtung Smolensk bewegen. Barclay de Tolly hatte inzwischen Witebsk erreicht und schickte das Korps von General Ostermann zur Sicherung nach Ostrowno. Nach dreitägigen Kämpfen wurde Ostermann am 27. Juli geschlagen. Am gleichen Tag gab es einen russischen Erfolg, mehr als 2.100 Sachsen unter General Klengel kapitulierten nach der Schlacht um Kobrin vor Einheiten der Armee Tormassows.
Um die beiden Armeen noch zu vereinigen, musste Barclay de Tolly sich ebenfalls in Richtung Smolensk bewegen und verließ Witebsk. Napoleon erreichte Witebsk am 28. Juli und stoppte den Vormarsch seiner Armee. Er kündigte an, dass er hier den Winter verbringen wollte und der Krieg im folgenden Jahr fortgesetzt werden sollte. Aufgrund der katastrophalen Versorgungslage war das nur schwer möglich. Die russischen Vorratslager waren zerstört, die eigenen Vorratslager in Preußen und Polen waren weit entfernt. Vom neu angelegten Depot in Wilna bis nach Witebsk betrug die Entfernung mehr als 300 Kilometer. Napoleon hatte seine Versorgungslinie überdehnt. Bei den schlechten Straßenverhältnissen war eine ausreichende Versorgung im Winter und der folgenden Schneeschmelze nicht gewährleistet. Ihm blieben zwei Alternativen: Rückzug der gesamten Armee auf eine realistische Verpflegungslinie oder Weitermarsch in fruchtbarere Gebiete zwischen Smolensk und Moskau.
Davout und Bagration zogen indessen auf parallelen Routen in Richtung Smolensk. Wittgenstein schlug am 31. Juli französische Truppen in der Nähe von Kljastizy. Bei der anschließenden Verfolgung wurde am Tag darauf der russische General Kulnew tödlich verwundet. Barclay de Tolly erreichte Smolensk am 2. August, Bagration zwei Tage später. Wenige Tage danach begannen die Kämpfe um Polozk zwischen dem Korps von Wittgenstein und den beiden französischen Korps.
Im Hinblick auf Bagration hatte der Zar keine klaren Verhältnisse geschaffen. Bagration war der dienstältere General und wurde Barclay de Tolly nicht ausdrücklich unterstellt. Da der auch Kriegsminister war, übernahm er das Kommando. Bagration war mit der Kriegsführung von Barclay de Tolly nicht einverstanden, er wurde dabei besonders von General Jermolow, Chef des Generalstabes von Barclay de Tolly, unterstützt. In mehreren Briefen an Jermolow und General Araktschejew hatte sich Bagration bereits seit Wochen über die Rückzugstaktik Barclay de Tollys beschwert. Für viele Russen war er als Livländer ein Deutscher. Tatsächlich sprach er lieber deutsch und nur schlecht russisch, deshalb umgab er sich gern mit deutschen Offizieren. Als er Clausewitz ohne Rücksprache mit Jermolow in den Generalstab berief, kam es zu Auseinandersetzungen zwischen Jermolow und Oberst Wolzogen, der das vermittelt hatte. Davor hatte Barclay de Tolly bereits, unter ähnlichen Umständen, Leopold von Lützow eingestellt. Auch Eugen von Württemberg und der russische Oberst Toll unterstützten Bagration und wollten, dass der den Oberbefehl übernahm. General Bennigsen hatte selbst Ambitionen auf den Oberbefehl und setzte sich ebenfalls für eine Ablösung Barclay de Tollys ein. Diese Intrigen und die Furcht des russischen Adels um seine Besitztümer führten zur Ernennung Kutusows zum Oberbefehlshaber.
Am 7. August rückten die beiden russischen Armeen von Smolensk in Richtung Rudnia vor. Am folgenden Tag kam es bei Inkowo zu einem Gefecht zwischen Kavallerieeinheiten von General Sebastiani und Kosaken unter Platow, Sebastiani zog sich zurück. Der russischen Armee fielen Unterlagen Sebastianis in die Hände. Wolzogen, der diese auswertete, fand ein Schreiben, in dem Marschall Murat Sebastiani vor einem Angriff gewarnt hatte. Nach Wolzogen lautete der Text sinngemäß:
„Soeben erfahre ich, dass die Russen eine gewaltsame Rekognoszierung in der Richtung auf Rudnia vornehmen wollen; seien Sie auf Ihrer Hut und ziehen Sie sich bis auf die Infanterie, die Ihnen zur Unterstützung angewiesen ist, zurück …“
Auch Barclay de Tolly bestätigte, dass der russische Plan verraten worden war. Neben anderen geriet Woldemar von Löwenstern, im Stab von Barclay de Tolly, unter Verdacht. Er schrieb in seinen „Denkwürdigkeiten eines Livländers“, dass er als Kurier nach Moskau geschickt wurde und ahnungslos ein Schreiben überbrachte, mit dem Befehl ihn festzusetzen. Drei weitere Offiziere polnischer Herkunft sowie der Fürst Lubomirsky hatten das gleiche Schicksal erlitten. Oberstleutnant Graf de Lezair, gebürtiger Franzose und Adjutant von Bagration, kam kurz darauf in Moskau an und überbrachte nichts ahnend seinen eigenen Haftbefehl. Löwenstern wurde bald darauf freigelassen, Lezair erst 1815. Wie Wolzogen später schrieb, war Lubomirsky, ein Adjutant des Zaren, der Schuldige. Er hatte in Smolensk zufällig die Unterhaltung einiger Generale mitgehört und in einem Brief seine Mutter gewarnt, die sich auf ihrem Schloss in Ljadui im vorgesehenen Kampfgebiet befand. In diesem Schloss hatte Murat sein Hauptquartier, was Lubomirsky natürlich nicht wusste. Nach der Niederlage von Inkowo setzte Napoleon seine Truppen wieder in Bewegung und verließ Witebsk. Seine Armee sammelte sich im Raum Smolensk, Barclay de Tolly und Bagration mussten sich zurückziehen. Die russische Nachhut unter General Newerowski wurde am 15. August bei Krasny in ein Gefecht mit dem 3. Korps der französischen Armee verwickelt, bei dem sie erhebliche Verluste erlitt und neun Kanonen verlor. Es war Napoleons 43. Geburtstag, und am Abend wurden ihm die erbeuteten Kanonen präsentiert.
Die Festungsanlagen von Smolensk waren in schlechtem Zustand und auf Dauer nicht zu halten. Barclay de Tolly wollte deshalb nur mit einem Teil seiner Truppen die Stadt verteidigen, während sich die Armee von Bagration in Richtung Osten auf Dorogobusch zurückziehen sollte. Der Rest der 1. Westarmee sollte die Flankensicherung übernehmen. Die Verteidigung der Stadt sollte nur den Rückzug der beiden Armeen sichern. Am 17. August kam es zur Schlacht um Smolensk. Napoleons Hauptarmee hatte vor der Schlacht nur noch 175.000 Mann. Insgesamt hatte er bereits mehr als ein Drittel seiner Armee verloren, hauptsächlich durch Krankheiten, Entkräftung und Desertion. Die russische Armee hatte auf dem Weg nach Smolensk ebenfalls Verluste durch Desertion erlitten, überwiegend waren es Soldaten aus den von Russland besetzten polnischen Gebieten. Hinzu kamen Verluste durch Krankheiten, von denen die russische Armee nicht verschont wurde. Nach zweitägigem Gefecht zog sich die russische Armee aus Smolensk zurück, auch Wittgenstein musste sich in Polozk zurückziehen. Der Kommandeur der Bayern, General Deroy, wurde bei den Kämpfen um Polozk tödlich verwundet, ebenso General Justus Siebein. Marschall Oudinot wurde verwundet, ebenso die bayerischen Generale Karl von Vincenti und Clemens von Raglovich.
Auf dem Rückzug gelang es Barclay de Tolly am 19. August bei Walutino, französische Truppen zurückzuwerfen. Das Korps von General Junot griff nicht in die Kämpfe ein und verhinderte damit einen möglichen französischen Sieg. Der französische General Gudin wurde tödlich verwundet und der russische General Tutschkow geriet schwer verwundet in Gefangenschaft.

### Kutusow wird Oberbefehlshaber
Nach der Schlacht von Smolensk löste der 67-jährige Kutusow Barclay de Tolly ab, dem später die Zerstörung von Smolensk vorgeworfen wurde. Tatsächlich war die Stadt durch Artilleriebeschuss in Brand geraten, und Soldaten beider Seiten hatten während der Kämpfe Brände gelegt, um ihren Rückzug zu sichern oder den Vorstoß des Gegners zu verhindern. Barclay de Tolly hatte den Befehl zur Verbrennung der Lagerhäuser gegeben. Da die Stadt zu einem großen Teil aus Holzhäusern bestand, hatten diese Brände verheerende Folgen. Am 20. August ernannte der Zar Kutusow zum Oberbefehlshaber. Die Entscheidung für Kutusow war bereits drei Tage vorher getroffen worden, ein vom Zaren einberufenes Gremium aus sechs Generalen hatte diesen Vorschlag unterbreitet. Der Zar hatte die Ernennung Kutusows verzögert, weil er ihn nicht mochte. Als gebürtiger Russe und erfahrener General hatte Kutusow die Unterstützung der russischen Bevölkerung und des Adels.
Barclay de Tolly hatte mit seinen Truppen am 29. August Zarjowo-Saimischtsche erreicht und dort mit dem Ausbau von Stellungen für eine Schlacht begonnen. Am selben Tag stieß Kutusow zur Armee und befahl, den Ausbau der Stellungen zu beschleunigen. Am Nachmittag des nächsten Tages gab er den Befehl zum Rückzug. Am 31. August erreichte die Armee Gschatsk (heute Gagarin) und begann erneut mit dem Ausbau von Verschanzungen. Diesmal gefiel General Bennigsen, inzwischen Generalstabschef von Kutusow, die Stellung nicht, und erneut befahl Kutusow den Rückzug. Nach Ansicht von Barclay de Tolly wurden die beiden Stellungen nur deshalb nicht für eine Schlacht gewählt, weil er sie ausgesucht hatte. Dadurch wäre im Falle eines Sieges Kutusows Erfolg geschmälert worden. Zum weiteren Verlauf schrieb er an den Zaren: „Die beiden Armeen zogen sich wie die Kinder Israel in der Arabischen Wüste, ohne Regel noch Ordnung von Ort zu Ort, bis endlich das Schicksal sie zur Position von Borodino führte.“
Die Russisch-Orthodoxe Kirche hatte inzwischen zum Widerstand gegen den „Antichristen“ Napoleon aufgerufen. Er werde die Kirchen entweihen, Frauen und Kinder entführen, und selbst die Leibeigenen würden unter Napoleon ein schlechteres Leben führen als unter dem russischen Adel, erklärten die Priester. Das russische Volk war streng gläubig, und der Aufruf verfehlte nicht seine Wirkung, der Widerstand der Zivilbevölkerung verstärkte sich. Bereits vorher hatten manche Bauern gegen Plünderungen gekämpft, aber da ging es um den eigenen Besitz und den Schutz der Familien, nun ging es auch um den Glauben und das Vaterland. Entsprechend formulierte Kutusow seinen Tagesbefehl vor der Schlacht von Borodino: „Im Vertrauen auf Gott werden wir entweder siegen oder sterben. Napoleon ist sein Feind. Er wird seine Kirchen entheiligen. Denkt an eure Frauen und Kinder, die auf euren Schutz zählen. Denkt an euren Kaiser, der mit euch ist. Bevor morgen die Sonne untergegangen ist, werdet ihr mit dem Blut des Feindes das Zeugnis eures Glaubens und eurer Vaterlandsliebe auf dieses Feld geschrieben haben.“
Am 7. September kam es zur Schlacht von Borodino („eines der grauenvollsten Gemetzel der Kriegsgeschichte“), in der nur noch rund 130.000 Soldaten Napoleons rund 125.000 bis 150.000 russischen Soldaten gegenüberstanden. Die Verluste der Grande Armée betrugen je nach Quelle 30.000 bis 35.000 Mann. Die russische Armee verlor 45.000 bis 50.000 Soldaten. Die Schlacht wurde auf russischer Seite von Bagration und Barclay de Tolly geleitet, die beide an der Spitze ihrer Truppen in die Kämpfe eingriffen. Bagration erhielt einen Schuss in den Unterschenkel und starb 17 Tage später. Kutusow hatte sein Hauptquartier bei Gorki, von dort konnte er den Kampf kaum verfolgen. Als er von der Niederlage erfuhr, bekam er einen Wutanfall und wollte es nicht glauben. Danach verkündete er einen russischen Sieg, und noch heute wird vielfach behauptet, dass es mindestens ein Unentschieden war. Die Fakten sprechen dagegen. Kutusow musste sich zurückziehen und erreichte Moskau mit nur noch etwa 70.000 einsatzfähigen Soldaten. Napoleon erreichte Moskau mit etwa 100.000 Soldaten von ehemals knapp 130.000. Im Vergleich zur ursprünglichen Stärke hatte er zu diesem Zeitpunkt bereits mehr als zwei Drittel seiner Hauptarmee verloren, hinzu kam der hohe Verlust an Pferden, der später dramatische Auswirkungen haben sollte. In der Schlacht von Borodino wurde ein großer Teil der Napoleon noch verbliebenen Kavallerie vernichtet. Aus Mangel an Pferden wurden Kavallerieeinheiten zu Fuß gebildet.
In der Schlacht erlitten Württemberger, Sachsen, Bayern und Westphalen hohe Verluste. Allein die westphälischen Verluste betrugen etwa 3.000 Mann, die westphälischen Generale Tharreau, Damas und von Lepel wurden getötet, die Generale Hammerstein und von Borstel verwundet. Verwundet wurden die württembergischen Generale von Breuning, von Scheeler und der bayerische General Dommanget.

### Die Besetzung von Moskau

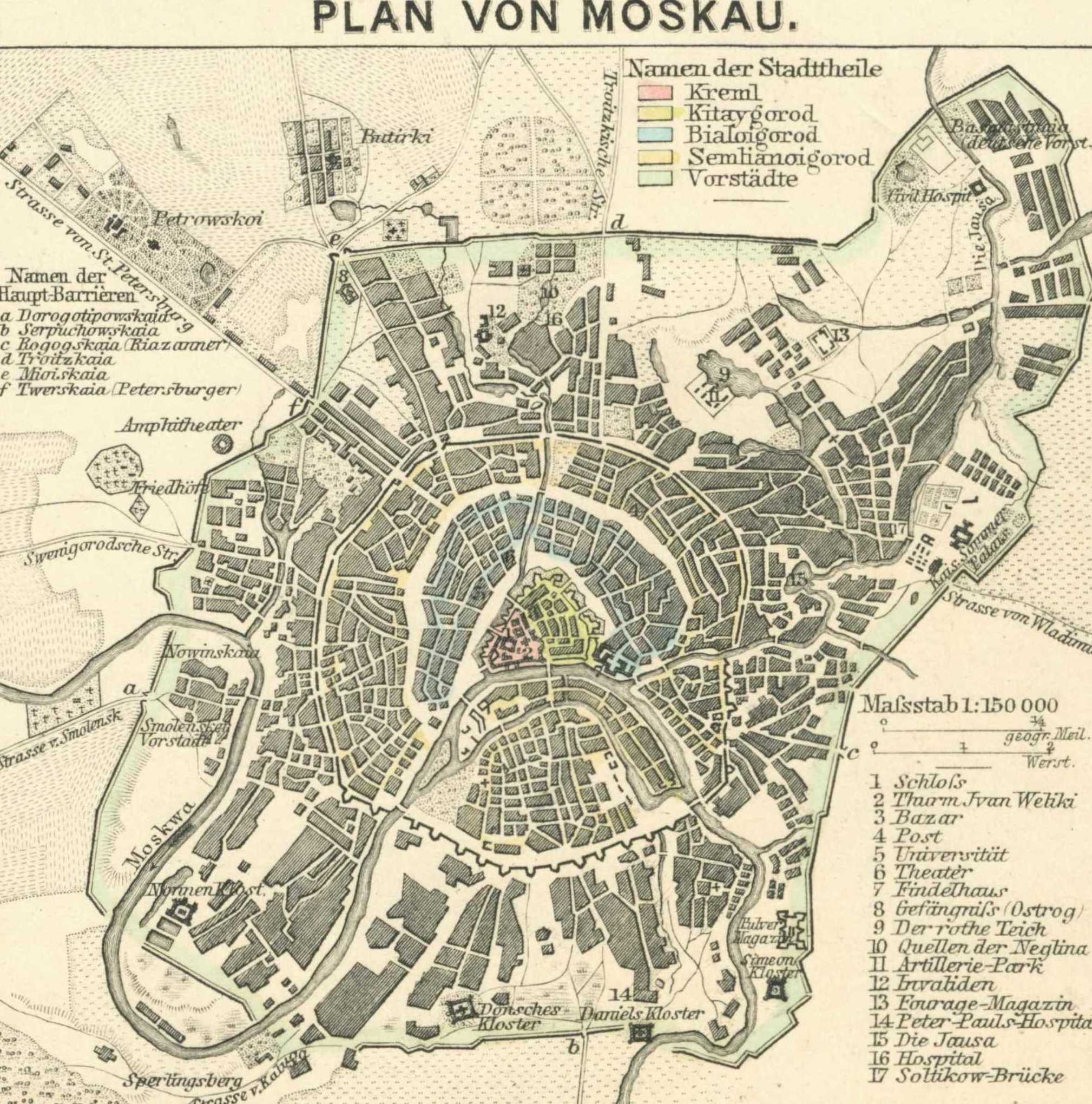
Stadtplan Moskau um 1812, Darstellung von 1872

Da Kutusow einen Sieg bei Borodino verkündet hatte, wurde in Moskau anfangs kein Anlass gesehen, die Stadt zu verlassen. Die Entscheidung, die Stadt zu räumen, wurde erst am Nachmittag des 13. September getroffen. Als Marschall Murat am 14. September in Moskau einrücken wollte, war die Stadt noch nicht vollständig geräumt, viele Bürger Moskaus und Soldaten der russischen Armee befanden sich noch in der Stadt. Nach Verhandlungen erklärte sich Murat bereit, einige Stunden zu warten. Am Nachmittag marschierte er in Moskau ein. Die russische Armee musste fast 10.000 verwundete oder kranke Soldaten zurücklassen. Mehrere tausend russische Nachzügler wurden gefangen genommen, einige davon hatten sich lieber an der Plünderung Moskaus beteiligt und dabei den Anschluss an die Armee verloren. Moskauer Kaufleute hatten sie zur Plünderung aufgefordert, weil sie nicht wollten, dass ihre Waren in französische Hände fielen. Heinrich von Brandt, Offizier in der Weichsellegion, berichtete, dass beim Einmarsch ganze Wagenzüge mit Mehl, Grütze, Fleisch und Schnaps vorgefunden wurden. Am gleichen Tag wurde in Sankt Petersburg der Sieg von Borodino verkündet. Tagelang wurde der Sieg gefeiert, Kutusow wurde zum Marschall und Fürsten ernannt.

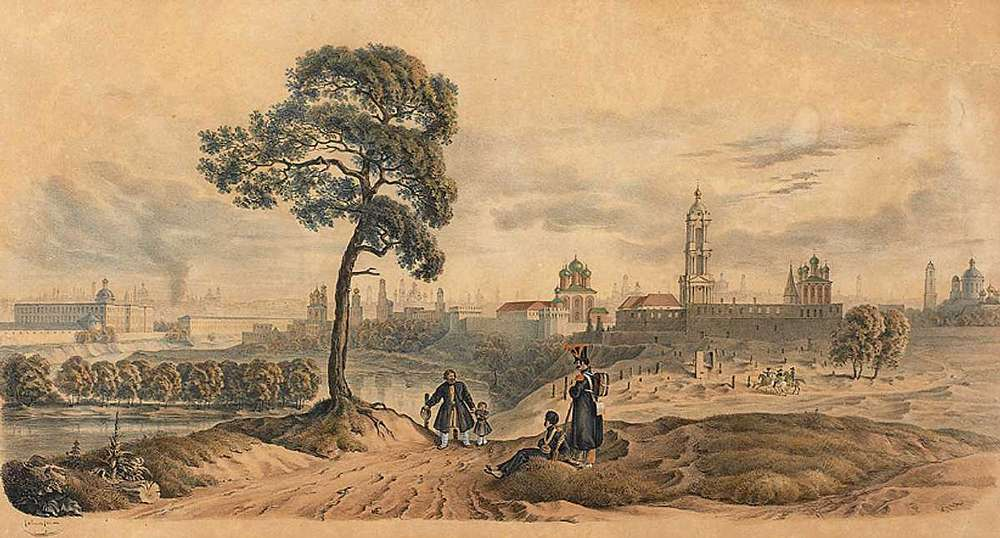
Moskau 1812, Zeichnung von Generalmajor Christian Wilhelm von Faber du Faur aus: Blätter aus meinem Portefeuille im Laufe des Feldzuges 1812 in Rußland an Ort und Stelle gezeichnet

Am Abend des 14. September kam es in Moskau zu den ersten Bränden, die möglicherweise von betrunkenen französischen Soldaten durch den sorglosen Umgang mit Feuer verursacht wurden. Diese Brände waren am nächsten Morgen weitgehend unter Kontrolle. In der folgenden Nacht brachen an vielen Stellen Moskaus neue Brände aus. Ein Sturm am 16. September führte dazu, dass sich das Feuer schnell ausbreitete. Je nach Quelle wurden zwei Drittel bis drei Viertel der Stadt, die zu zwei Dritteln aus Holzhäusern bestand, vernichtet. Viele Menschen starben in den Flammen, darunter verwundete oder kranke russische Soldaten. Plünderungen durch die französische Armee waren offiziell verboten worden, doch angesichts des Feuers wurde alles, was einen Wert hatte und sich bewegen ließ, aus den Häusern geholt. In einem Brief an den Zaren machte Napoleon am 20. September den Gouverneur von Moskau, Graf Rostoptschin, für die Brände verantwortlich. Nach seiner Darstellung waren 400 Brandstifter auf frischer Tat ertappt worden. Sie hatten Rostoptschin als ihren Auftraggeber genannt und wurden erschossen. Die Feuerspritzen der Stadt waren auf Anweisung Rostoptschins aus der Stadt entfernt oder zerstört worden. Nach dem Brand wurden 11.959 Tote sowie 12.456 Pferdekadaver gezählt. Von 9.158 Häusern waren 6.532 zerstört, von den 290 Kirchen 127 betroffen.
John Quincy Adams schrieb, dass die ersten Gerüchte, dass Moskau besetzt sei, am 21. September in Sankt Petersburg kursierten. Er erwähnte aber auch, dass es andere Gerüchte gab: Die französische Armee sei geschlagen worden und Napoleon tödlich verwundet. Von offizieller Seite wurde geschwiegen. Erst am 27. September wurde bekannt gegeben, dass Moskau evakuiert werden müsse. Nach Adams als ein Ereignis von unwichtiger Bedeutung dargestellt und für den Ausgang des Krieges ohne Belang.

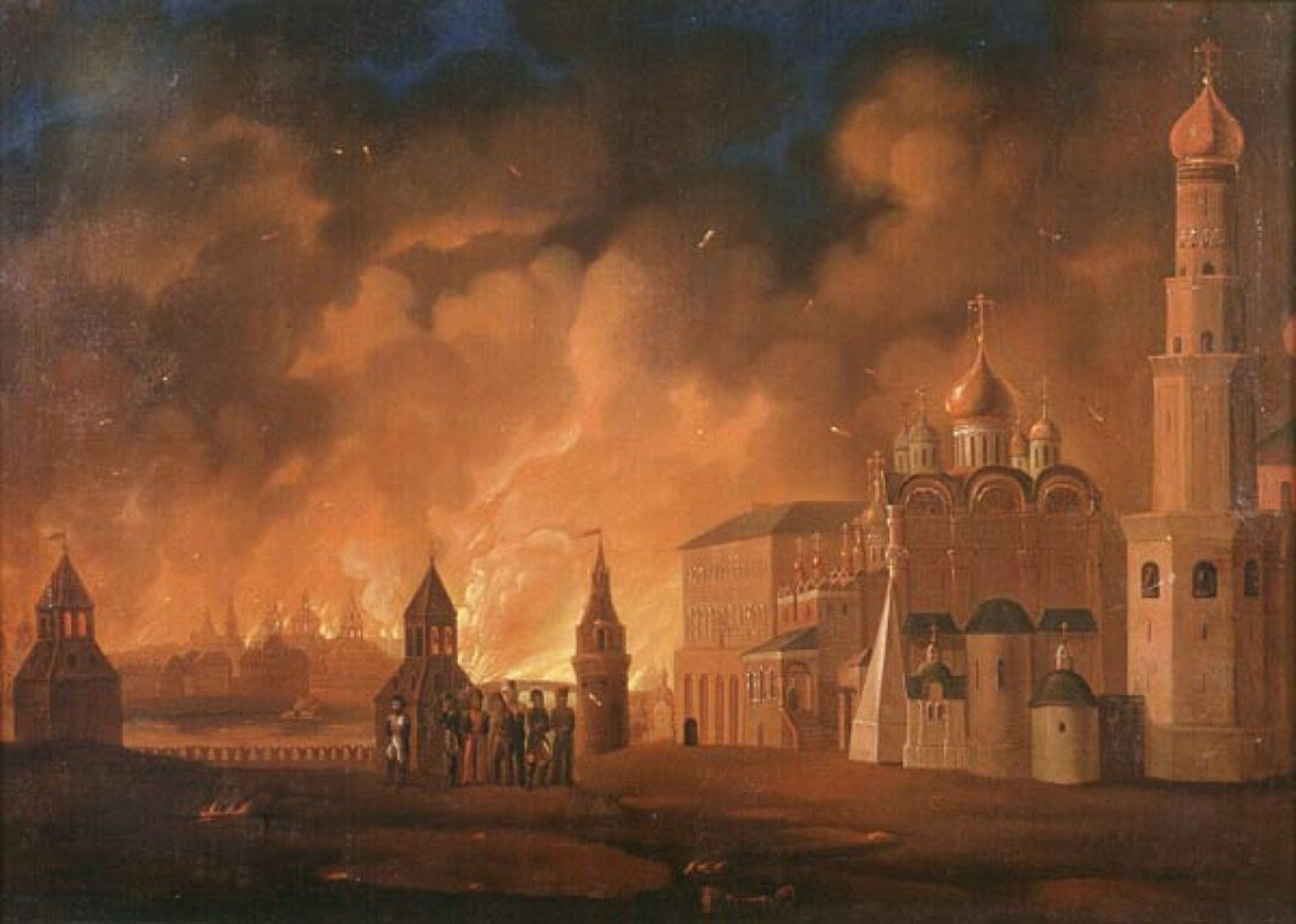
A. Smirnow: Brand von Moskau

Dem Brand von Moskau ist keine wirkliche entscheidende Bedeutung beizumessen, da trotzdem immer noch bedeutende Materialmengen zur Versorgung zumindest der Infanterie vorgefunden werden konnten. Der Stand der französischen Armee erhöhte sich in weiterer Folge während des Aufenthaltes durch das Eintreffen von Nachzüglern. Dennoch wirkte sich hier eine ungeheure Disziplinlosigkeit in Form unkontrollierter Plünderungen und Requisitionen negativ auf die Versorgungslage aus. Vorgefundene Bestände an Spirituosen führten zu verheerenden Exzessen der französischen Soldaten. Napoleon selbst residierte im Kreml, der unversehrt geblieben war. Der größte Teil der Armee war, weniger komfortabel, außerhalb der Stadt untergebracht. Napoleon wartete vergeblich darauf, dass ihm der Zar Verhandlungen anbot. Mehrmals sandte er Unterhändler zu Kutusow, um Verhandlungen anzubieten. Der Zar war nicht zu Verhandlungen bereit und verbot Kutusow am 4. Oktober, weitere Gespräche zu führen. Alexander I. war verärgert, er hatte Kutusow bereits im August, vor dessen Abreise zur Armee, in Kenntnis gesetzt, dass alle Gespräche und Unterhandlungen mit dem Feind, die zum Frieden führen könnten, zu vermeiden seien. Sein Schreiben war eine deutliche Zurechtweisung an Kutusow: „Jetzt muss ich nach dem, was geschehen ist, mit derselben Entschiedenheit wiederholen, dass ich diesen von mir angenommenen Grundsatz von Ihnen in seiner größten Ausdehnung und in der strengsten und unbeugsamsten Weise beobachtet zu sehen wünsche.“ Bis auf einige Vorpostengefechte herrschte bis zu diesem Verbot eine Art stillschweigender Waffenstillstand, da Napoleon anfangs auf Verhandlungsangebote wartete und, als diese ausblieben, selbst Verhandlungen anbot. Die russische Armee konnte das ausnutzen und führte Verstärkungen heran. Zweimal hatte Napoleon den General Lauriston als Unterhändler zu Kutusow geschickt. Als Lauriston am 13. Oktober ohne Ergebnis zurückkehrte, beschloss Napoleon den Rückzug.
Inzwischen hatte sich Großbritannien am Krieg mit erheblichen Geldmitteln und Waffenlieferungen an Russland beteiligt. Als einziger Soldat nahm anfangs nur der britische General Sir Robert Wilson am Feldzug teil. Später folgte als sein Adjutant Captain Dawson Damer. In Sankt Petersburg gab es durchaus Forderungen nach Frieden, sogar von der Mutter des Zaren und seinem Bruder, dem Großfürsten Konstantin. Der Freiherr vom Stein, ein Berater des Zaren, schrieb, dass viele in der Umgebung des Zaren Frieden wollten, unter anderem General Araktschejew. Auf der anderen Seite gab es viele Adelige, die einen Friedensschluss nicht unterstützt hätten.

## Napoleons Rückzug

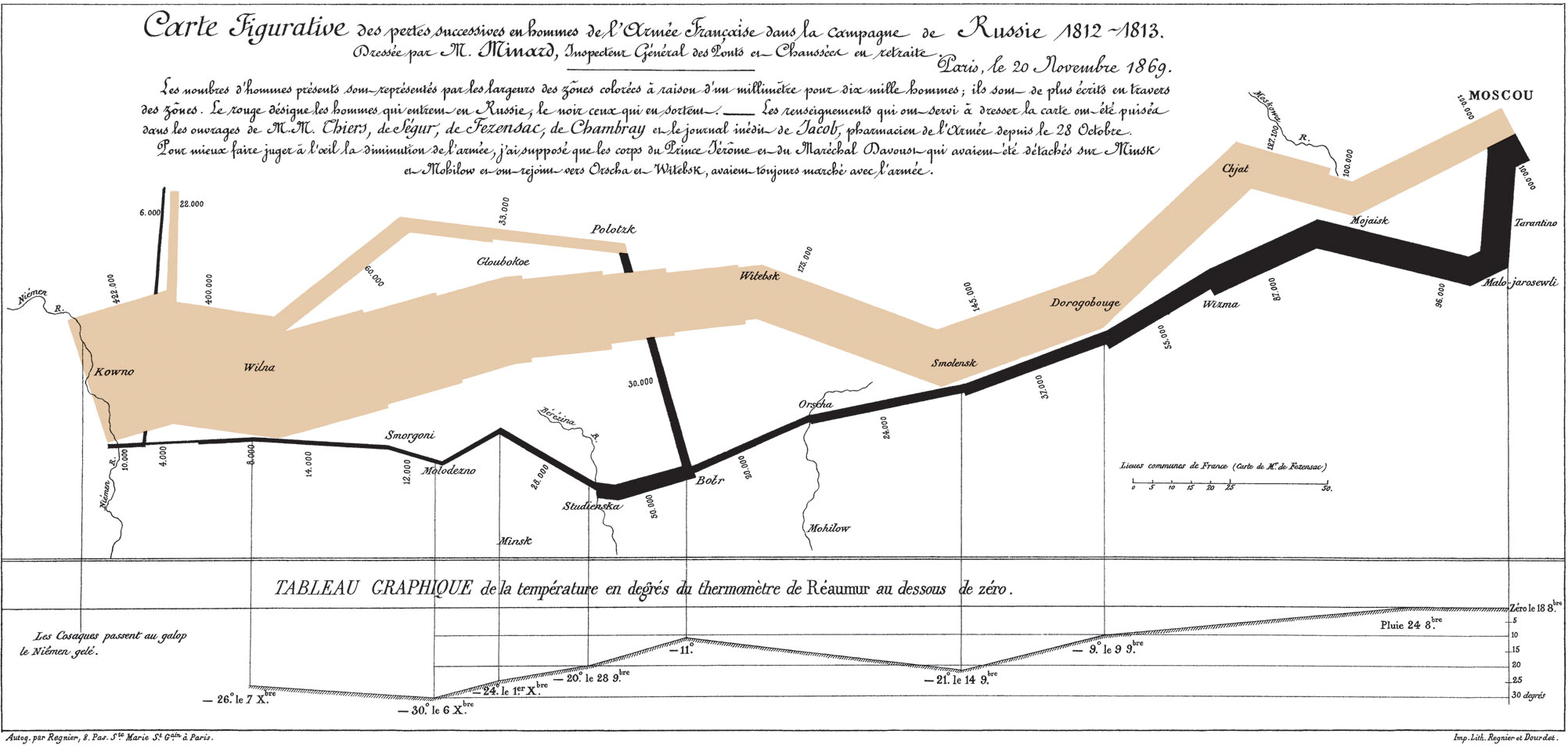
Eine im Jahr 1869 veröffentlichte Grafik von Charles Joseph Minard zu den Verlusten der Napoleonischen Armee 1812/13. Die Zahl der Männer wird durch die Breiten der farbigen Bereiche dargestellt; die Temperaturangaben sind in Réaumur (−30 Grad Réaumur = −37,5 Grad Celsius)

Napoleon auf dem Rückzug von Moskau, Historiengemälde von Adolph Northen

Napoleons Soldaten beim Verzehr von Pferdefleisch

Anfang Oktober verließ Barclay de Tolly nach weiteren Intrigen gegen ihn die Armee; das Kommando über die 1. Westarmee übernahm Tormassow. Am 17. Oktober griff Wittgenstein, der Verstärkungen aus Finnland erhalten hatte, bei Kljastizy die französischen Truppen an und einen Tag später Polozk. Der russische Plan sah vor, dass Wittgenstein die Franzosen im Norden zurückschlagen sollte, um sich später mit der russischen Südarmee unter Tschitschagow zu vereinigen. Damit wäre für Napoleons Hauptarmee der Rückzugsweg versperrt. Das 2. und 6. Korps der Grande Armée mussten sich aus Polozk zurückziehen. Am 18. Oktober wurde Murat in der Schlacht bei Tarutino von russischen Truppen geschlagen, einen Tag später verließ Napoleon mit den verbliebenen 95.000 Mann Moskau. Trotz des Mangels an Pferden wurde eine große Zahl von Fuhrwerken dazu verwendet, das Beutegut aus Moskau abzutransportieren. Vor allem hohe Offiziere hatten sich mit Gemälden, Wein, Pelzen und anderen wertvollen Gegenständen aus den Palästen in Moskau versorgt (Napoleon hatte das Kreuz auf dem Glockenturm Iwans des Großen abmontieren lassen, um es mit nach Paris zu nehmen). Viele Verwundete und Kranke mussten hingegen zu Fuß gehen; eine große Zahl wurde einfach in Moskau zurückgelassen. Viele Einwohner, darunter auch Franzosen, folgten der Armee, weil sie Angst vor Repressalien bei der Rückkehr der Russen hatten. Moskau war eine europäische Metropole, in der viele Ausländer lebten und in der es ein französisches Theater gab.
Ein französischer Offizier beschrieb den Abzug: „Hinter einer miserablen Artillerie und einer noch miserableren Kavallerie zog sich eine ungeordnete, bizarre Menschenmenge entlang, die an seit langem vergessene Bilder erinnerte – die fürchterlichen Horden von Mongolen, die Hab und Gut sowie Beutestücke mit sich getragen hatten. Es bewegte sich ein großer Tross von Kutschen und Wagen; da zogen lange Kolonnen, die mit so genannten Trophäen beladen waren; weiter marschierten bärtige russische Männer, schwer atmend unter dem Gewicht des gesammelten Raubgutes; dort trieben andere Gefangene zusammen mit den Soldaten ganze Herden von abgemagerten Kühen und Schafen; dort fuhren auf den Wagen, mit allen möglichen Schätzen beladen, Tausende von Frauen, verletzte Soldaten, Offiziersburschen, Diener und allerlei Gesindel.“
Als Nachhut blieb die Junge Garde unter Marschall Mortier bis zum 23. Oktober in der Stadt. Kosaken drangen in die Stadt ein. Der russische General Wintzingerode war in Gefangenschaft geraten. Da dieser in Hessen geboren wurde, war er für Napoleon Angehöriger eines Rheinbundstaates und somit ein Verräter, weshalb er seine Hinrichtung forderte. Wochen später konnte Wintzingerode von Kosaken befreit werden. Beim Abzug der Jungen Garde wurden Teile des Kreml in Brand gesteckt oder gesprengt. Man hatte dort große Mengen Waffen, Munition und Pulver gefunden. Ein starker Regen verhinderte eine größere Katastrophe, der Kreml blieb weitgehend erhalten.
Als Moskau wieder von den Russen besetzt wurde, kam es zu Massakern an Nachzüglern, verwundeten oder kranken französischen Soldaten durch Kosaken, Einwohner Moskaus und bewaffnete Bauern. In ihren Augen waren die Franzosen für den Brand verantwortlich und außerdem waren sie Gehilfen des Teufels (die russische Kirche hatte Napoleon zum Antichristen und damit zum Teufel erklärt). Auch angebliche oder tatsächliche Kollaborateure wurden getötet. Rache spielte ebenfalls eine Rolle, da französische Soldaten zuvor Gräueltaten begangen hatten.

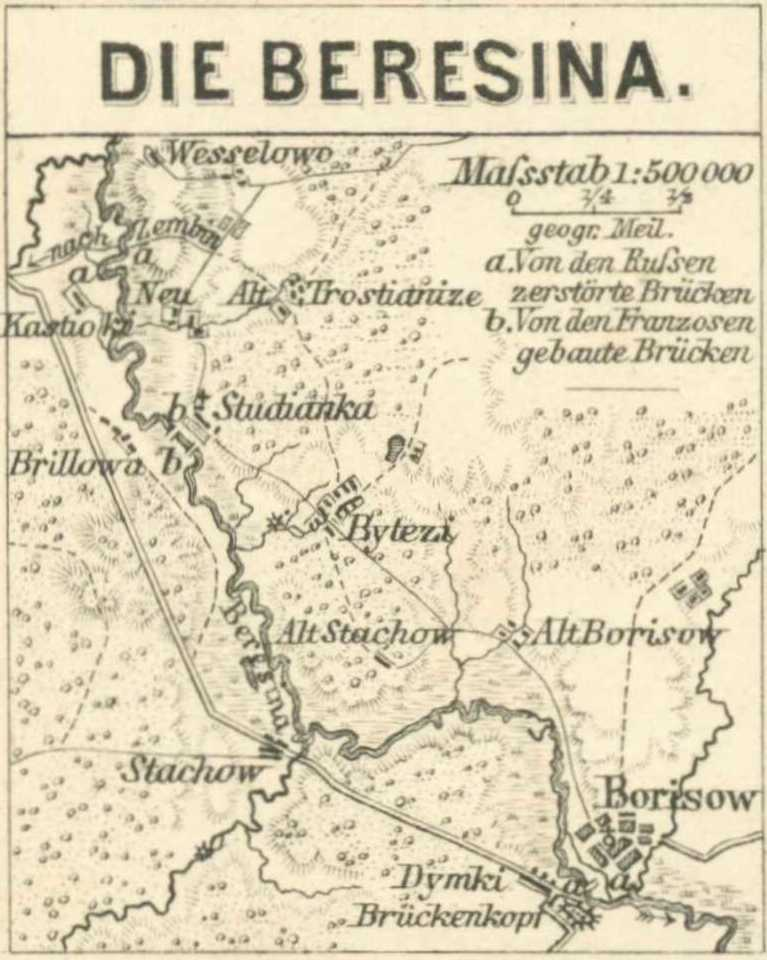
Brücken über die Beresina, Karte von 1872

Die französische Armee bewegte sich, nachdem sie Moskau verlassen hatte, in Richtung Südwesten. Der russische General Dochturow verteidigte am 24. Oktober Malojaroslawez gegen das Korps von Eugène de Beauharnais, musste sich aber am Nachmittag zurückziehen. Im Verlauf des Tages hatte die Stadt mehrfach den Besitzer gewechselt. Kutusow vermied eine Entscheidungsschlacht und befahl den Rückzug in Richtung Kaluga. Auf eine Verfolgung Kutusows wollte sich Napoleon nicht einlassen und zog sich am 26. Oktober zurück. Sein Rückmarsch erfolgte auf der geplünderten Route nach Smolensk, auf der es weder für Menschen noch für Pferde ausreichend Nahrung gab.
Auch General Bennigsen hatte inzwischen die Armee verlassen, nachdem es Intrigen gegen ihn und Differenzen mit Kutusow gab. Damit wurde dieser einen lästigen Konkurrenten los. Bennigsen war nicht ganz unschuldig, in Briefen an den Zaren hatte er Kutusow herabgesetzt. Unter anderem versuchte er ihn damit anzuschwärzen, dass eine Frau als Mann verkleidet im Stab von Kutusow Dienst tun würde. Hierbei handelte es sich wahrscheinlich um Nadeschda Andrejewna Durowa, die in ihrer Autobiographie bestätigte, dass sie kurze Zeit im Stab von Kutusow war. Ihre Anwesenheit in der Armee war dem Zaren bekannt und insofern hatte sich Bennigsen damit selbst ins Abseits gestellt.
Der zögerliche und zaghafte Kutusow war kein ebenbürtiger Gegner für Napoleon. Am 3. November kam es zur Schlacht bei Wjasma. Russische Truppen unter General Miloradowitsch standen anfangs einer Übermacht der Franzosen gegenüber. Im Laufe des Vormittags stieß die Division von Eugen von Württemberg dazu. Kutusow, am Morgen mit dem Großteil der Armee nur wenige Kilometer vom Schlachtfeld entfernt, griff nicht ein. Seine Truppen lagerten bei Binkowo. Erst am Nachmittag schickte er 3.000 Mann Kavallerie zur Unterstützung. Sie erreichten den Kampfplatz erst kurz vor dem Einbruch der Dunkelheit.
Napoleon erreichte Smolensk am 9. November mit nur noch rund 50.000 bis 60.000 Mann. Hier konnte er seine Truppen sammeln. Er verließ die Stadt fünf Tage später. Für den Rückmarsch hatte Napoleon den Weg über Minsk vorgesehen. Er war kürzer und in der von Franzosen besetzten Stadt lagerten eine Million Tagesrationen für seine Soldaten. Auch in Krasny konnte Kutusow trotz starker Überlegenheit Napoleon nicht aufhalten. Später ließ er es zu, dass sich die beiden französischen Korps aus Polozk mit der Hauptarmee Napoleons vereinigen konnten, wodurch der Übergang über die Beresina erst möglich wurde.

### Übergang über die Beresina

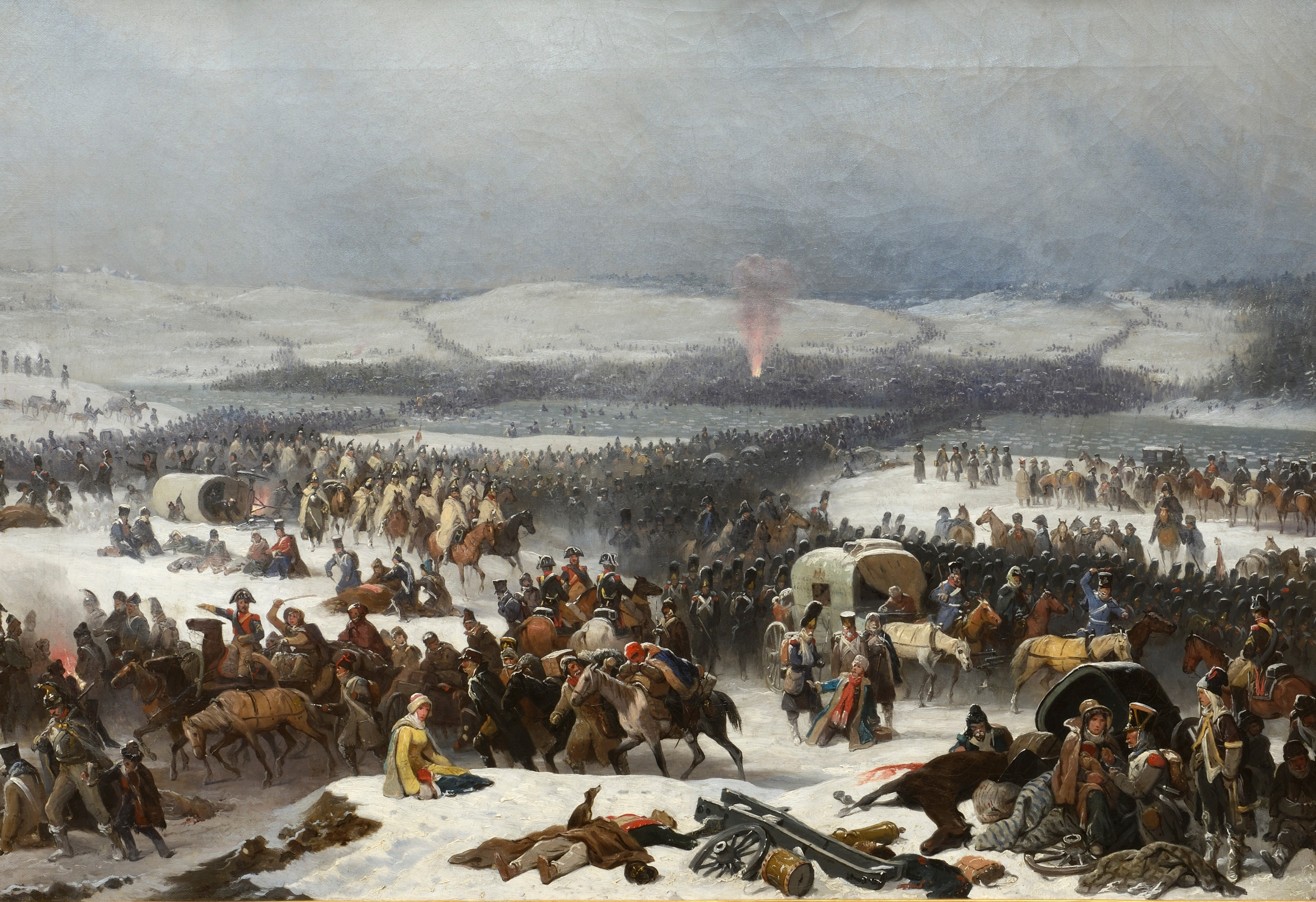
Der Rückzug über die Beresina

Die einzige Brücke über die Beresina lag bei Borisow. Russische Truppen versuchten mit Truppen an beiden Seiten des Ufers, vom 26. bis 28. November die Grande Armée in der Schlacht an der Beresina an der Überquerung zu hindern und zu besiegen. Die teilweise getrennt operierenden Armeen von Tschitschagow und Wittgenstein waren mit jeweils etwa 30.000 Mann jedoch nicht stark genug gegen nur noch 50.000 schlecht versorgte Soldaten der Grande Armée. Tschitschagow, der vorher Minsk genommen und damit Napoleons Plan zunichtegemacht hatte, ließ sich durch einen vorgetäuschten Übergang an anderer Stelle ablenken. Nachdem die Täuschung bemerkt wurde, kam es doch noch zu Kämpfen, bei denen die Franzosen obsiegten. Wittgenstein konnte aber die Nachzügler auf dem Ostufer der Beresina gefangen nehmen, sodass eine französische Division unter General Louis de Partouneaux vor seinen Truppen kapitulieren musste. Sie hatte den Anschluss an ihre Armee verloren. Die Grande Armée verlor in diesen Tagen weitere 25.000 Mann.
Kutusow selbst war mit mehr als 50.000 Mann weit zurückgeblieben und an der Schlacht an der Beresina nicht beteiligt. Damit wurde eine politische Lösung nach einer Kapitulation oder Gefangennahme Napoleons verpasst. Tschitschagow wurde für sein angebliches Versagen in den Ruhestand versetzt. Bei Kutusow beschränkte sich der Zar auf Vorwürfe, weil Napoleon entkommen konnte.

## Das Ende des Feldzuges
In Frankreich war es Ende Oktober zu einem Putschversuch unter General Malet gekommen. Malet hatte verkündet, dass Napoleon tot sei. Napoleon verließ die Armee am 5. Dezember 1812, obwohl er bereits Anfang November in Smolensk vom Putschversuch erfahren hatte, und reiste nach Paris. Eine frühere Abreise war zu riskant, da er sich noch in russisch kontrolliertem Gebiet befand. Das Kommando übergab er an Murat. Wichtiger als der Putschversuch von Malet war die Tatsache, dass Napoleon eine neue Armee aufbauen musste.

### Wilna
Besonders große Verluste erlitten die napoleonischen Truppen auf dem Rückzug nach Wilna, wo vom 7. bis 9. Dezember 1812 Soldaten im Freien, unversorgt bei bis zu −39 Grad Celsius erfroren und die Nachzügler durch verfolgende Kosaken getötet wurden. Unter Zurücklassung der Kranken, Verwundeten und Erschöpften verließ die französische Armee am 10. Dezember Wilna. Beim Einrücken der Kosaken kam es zu einem Massaker, an dem sich die Zivilbevölkerung beteiligte. „In Wilna blieben ungefähr 20.000 Verwundete, Kranke und Marode zurück. Mit ihnen fielen dem Feind ungeheure Vorräte in die Hände.“
Der württembergische Leutnant Karl Kurz schrieb über das Schicksal der in Wilna zurückgebliebenen Soldaten: „Säle und Zimmer … lagen voll Toter und Sterbender, die in der Hungerwut ihre toten Kameraden benagten. … Unbeschreiblich war das Elend der armen Gefangenen in den Tagen des 11. bis 15. Dezember, in welchen durch die Waffen des Feindes, durch Misshandlungen aller Art, durch Kälte und Hunger mehr als 1.000 Offiziere und 12.000 Gemeine aller Nationen zugrunde gingen.“ Auch der russische Leutnant Boris Uexküll berichtet in seinem Tagebuch am 1. Dezember von Kannibalismus: Auf den „ganz nackten Leichen [...] saßen noch Lebende, die am Fleisch ihrer Kameraden nagten und wie wilde Tiere brüllten“. Das Massaker endete erst, als die reguläre russische Armee eintraf – die Kosaken zählten nicht zur regulären Armee.
Die in Wilna nach dem Abzug der Truppen am 10. Dezember Zurückgebliebenen wurden von Teilen der Bevölkerung zum Schein beherbergt, dann beraubt, gequält und verstoßen. In den Spitälern lagen Lebende neben Toten. In den ersten 6 bis 8 Tagen blieben die Spitäler unversorgt. Danach wurden die Toten aus den Fenstern geworfen oder an den Beinen die Treppen hinunter geschleift. Im April 1813 wurden die überlebenden Offiziere und Soldaten „in das Innere von Russland abgeführt“. Am 21. Dezember kam der Zar in Wilna an und übernahm wieder das Kommando über die Armee. „Der alte Kerl soll zufrieden sein. Das kalte Wetter hat ihm einen großen Dienst erwiesen“, äußerte er sich über Kutusow. Ob Napoleon sich gefangen gegeben hätte, ist fraglich. Larrey hatte ihn mit einer Giftkapsel versorgt, die er im April 1814, nach seiner Abdankung, einnahm. Das Gift hatte aber inzwischen seine tödliche Wirkung verloren und verursachte nur heftige Magenschmerzen.

### Auflösungserscheinungen

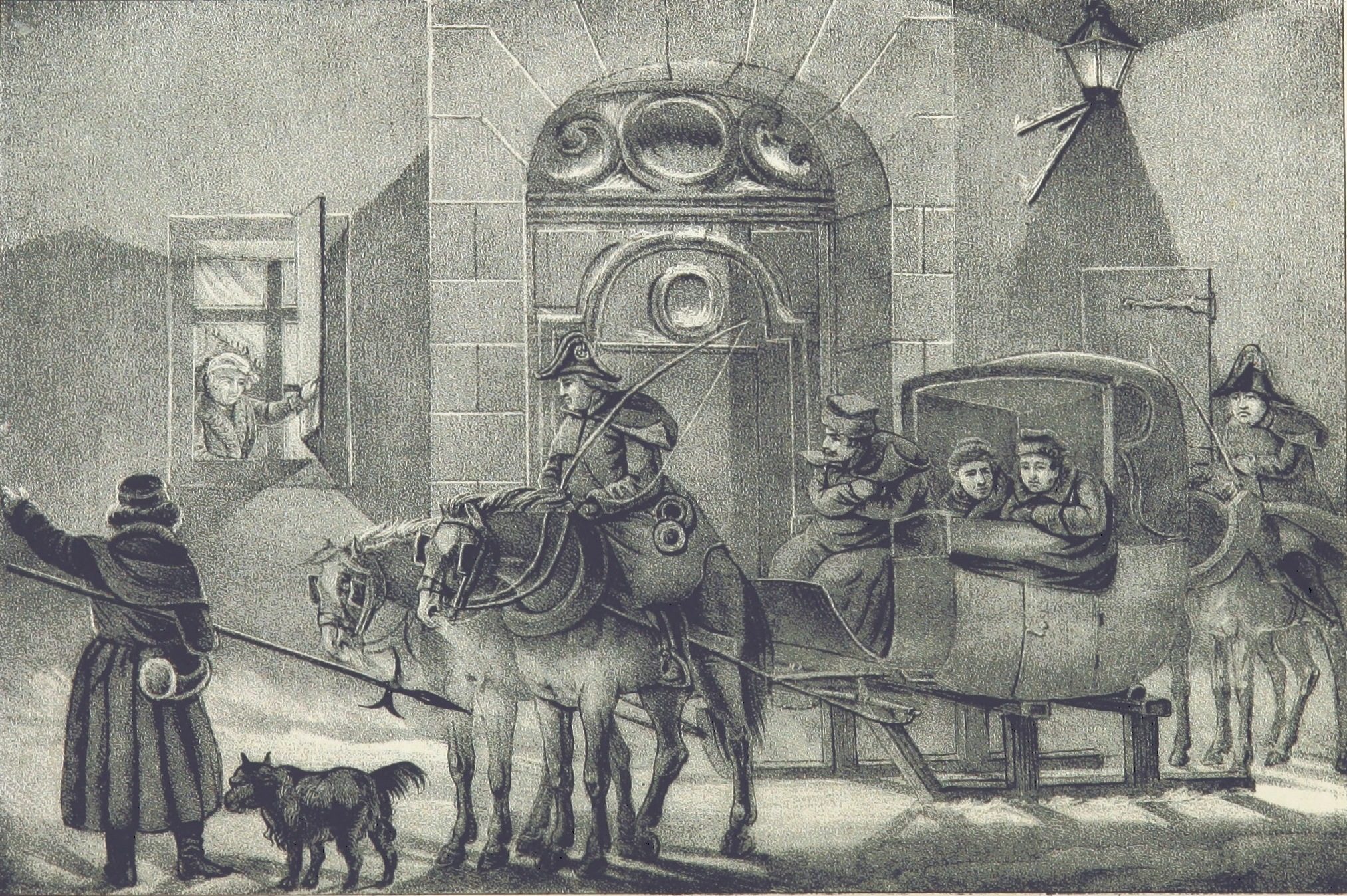
Napoleons nächtliche Ankunft in Dresden am 14. Dezember 1812, morgens um 4:00 Uhr

Am 26. und 30. Dezember überschritten Reste der Grande Armée die zugefrorene Memel und erreichten Polen. Murat schrieb an Napoleon: „An einsatzfähigen Soldaten melde ich dem Kaiser 4.300 Franzosen und 850 Hilfstruppen“. Später folgte eine Handvoll Nachzügler. Das 10. Korps, in dem das preußische Hilfskorps war, befand sich noch in Russland und marschierte in Richtung Preußen. Die Division Grandjean des Korps erreichte Preußen mit 6.000 Mann, überwiegend Polen, Bayern und Westphalen. Das preußische Korps hatte noch 15.000 Soldaten von vorher 20.000 Mann. Durch die Konvention von Tauroggen am 30. Dezember wurde es neutral und griff nicht mehr in die Kampfhandlungen ein. Das österreichische Korps stellte am 5. Januar die Kampfhandlungen ein. Es bestand ursprünglich aus 33.000 Mann und zählte am Ende des Feldzugs noch 20.000 Mann, hinzu kamen Reste des 7. Korps. 100.000 Soldaten der Armee Napoleons waren in Gefangenschaft geraten, viele davon starben an ihren Verwundungen, Krankheiten oder erfroren auf dem Marsch in die Gefangenschaft, wer zurückblieb wurde meist getötet. Das gleiche Schicksal erlitten die russischen Soldaten, die in französische Gefangenschaft geraten waren. Die überlebenden Gefangenen wurden von Russland bis zum Jahr 1814 freigelassen, sobald sich ihr Heimatland dem Kampf gegen Napoleon angeschlossen hatte. Laut Holzhausen kehrten von den deutschen Gefangenen 2.000 bis 3.000 zurück. Einige blieben in Russland, wie der württembergische Regimentsarzt Heinrich von Roos. Er geriet an der Beresina in Gefangenschaft und praktizierte später in Sankt Petersburg.
In den Listen des hannoverschen Leutnants Heinrich Meyer finden sich Namen weiterer Soldaten, die in Russland geblieben sind. Meyer wurde von der preußischen Regierung nach Russland geschickt, um das Schicksal vermisster Soldaten zu klären. Es ging in erster Linie um Soldaten aus den Gebieten, die nach dem Krieg an Preußen fielen. Der Grund war rechtlicher Natur. Es ging um Erbschaften, Wiederverheiratungswünsche von Frauen vermisster Soldaten und ähnliches. In Zusammenarbeit mit russischen Stellen konnte Meyer das Schicksal von etwa 6.000 Soldaten ermitteln, die meisten waren gestorben. Nicht wenige waren in die russische Armee eingetreten. Damit ist offensichtlich nicht die Russisch-Deutsche Legion gemeint, da Meyer das in seinen Aufzeichnungen unterscheidet. Deutsche Soldaten, die in die russische Armee eintraten, hatten nach dem Krieg Anspruch auf ein Stück Land in Russland.
Die Grande Armée war von mehreren Zehntausend Zivilisten begleitet worden, darunter Handwerker, Verwaltungsbeamte und Schreiber. Wer es sich leisten konnte, hatte Diener oder Köche dabei. Es war nicht selten, dass Ehefrauen und Kinder die Armee begleiteten. Auch Glücksritter und Kriminelle folgten ihr, um sich am Krieg zu bereichern. Von diesen sind ebenfalls die meisten umgekommen. Im Frühjahr 1813 wurden entlang des Rückzugweges der Grande Armée mehr als 240.000 Tote verbrannt oder in Massengräbern beigesetzt, darunter die Toten von Borodino, die nach der Schlacht liegengelassen wurden. 130.000 Pferdekadaver wurden verbrannt oder verscharrt.

## Bilanz

### „General Winter“
Häufig wird der Winter für die Niederlage Napoleons verantwortlich gemacht, aber die russischen Soldaten kämpften unter den gleichen Wetterbedingungen, waren allerdings mit Winterhärten vertrauter als die Franzosen. Die Schneefälle begannen am 6. November. Eine Analyse des französischen Historikers Aristide Martinien der für diesen Monat genannten französischen Offiziersverluste ergibt, dass fast 90 % zeitlich und geographisch auf Kampfhandlungen entfallen. Für einige Tage wurde es etwas wärmer, weshalb die Beresina nicht zugefroren war.
Die niedrigsten Temperaturen erreichte der Winter erst nach dem Übergang. Vorher wurde Napoleons Armee immer wieder in Kämpfe verwickelt. Sie verfügte über zu wenig Pferde und musste viele ihrer Fuhrwerke verbrennen, Kanonen wurden unbrauchbar gemacht und zurückgelassen. Sogar die mitgeführten Pontons zum Brückenbau wurden verbrannt, wenige Tage bevor die Armee die Beresina erreichte.
Tatsächlich war Napoleon auf einen Winterkrieg ebenso wenig vorbereitet wie 129 Jahre später die deutsche Wehrmacht vor Moskau. Es fehlte an warmer Bekleidung und die Pferde waren für diese Temperaturen falsch beschlagen. Das führte häufig zu Unfällen mit den Fuhrwerken. Lediglich die polnische und die preußische Kavallerie hatten ihre Pferde scharf beschlagen und waren damit auf Winterbedingungen eingestellt.
Bei der Arrière-Garde (Nachhut) kam es beim Rückzug nach Wilna zu starken Verlusten durch die Rückzugsgefechte, den Ausfall der Verpflegung und am 6. Dezember 1812 durch die extreme Kälte von minus 37 Grad. Die Kälte war am 7. Dezember „auf das höchste“ gestiegen. Durch sie starben in der Nacht vom 6. auf den 7. Dezember viele Menschen im Biwak von Oszmiana. Die Reste der Truppen waren als Arrière-Garde kaum mehr zu gebrauchen und trafen am Abend des 8. Dezember vor den Toren von Wilna ein.
Ein großes Problem waren die hygienischen Verhältnisse. Die meisten Soldaten hatten Läuse, von denen Krankheiten wie Fleckfieber oder Wolhynisches Fieber übertragen wurden. Brach jemand erschöpft zusammen, wurde seine Kleidung übernommen und damit die Läuse. Bereits im Sommer waren in Russland Epidemien ausgebrochen, die von den marschierenden Truppen und der fliehenden Bevölkerung im Land verbreitet wurden. Die Armeen schleppten diese Krankheiten später nach Polen und Deutschland. Tausende Soldaten und hunderttausende Zivilisten beider Seiten starben an Krankheiten.
So kam es in Würzburg und vor allem im damals französischen Mainz nach Ankunft der geschlagenen Armee zu einem schweren Ausbruch von Typhus, der mehrere zehntausend Menschen das Leben kostete. Eine Volkszählung in Russland ergab 1816 einen Bevölkerungsrückgang von einer Million Menschen.

### Gefangene
Auf beiden Seiten haben nur wenige Gefangene überlebt. Russische Soldaten, die in französische Gefangenschaft gerieten, bekamen kaum etwas zu essen, besonders auf dem Rückzug, da die Wachmannschaften selbst nicht genug zum Leben hatten. Hin und wieder erhielten die Gefangenen Teile von Pferdekadavern. Wer körperlich so geschwächt war, dass er unterwegs zurückblieb, wurde getötet. Mit Ausnahme der Offiziere wurden verwundete Russen meistens nicht versorgt, denn man war bereits mit der Versorgung der eigenen Verwundeten hoffnungslos überfordert. Sie wurden geplündert – begehrt waren gefüllte Brotbeutel, Alkohol, Geld und Wertsachen – und einfach liegen gelassen. In den meisten Fällen war das ihr Todesurteil. Nach Baumbach fand man noch elf Tage nach der Schlacht von Borodino lebende russische Verwundete, die großen Hunger und Not litten.
Soldaten Frankreichs, die in russische Gefangenschaft gerieten, hatten es oft nicht besser. Viele wurden von Kosaken geplündert, häufig einschließlich ihrer Kleidung, Schuhe oder Stiefel und mussten bei eisiger Kälte barfuß und fast nackt marschieren. Nur wenige haben das überlebt; wer liegen blieb, wurde getötet. Der Zar sah sich gezwungen, eine Belohnung für jeden Gefangenen auszusetzen, der lebend abgeliefert wurde. Die Kosaken wurden meist zur Aufklärung und für überraschende Überfälle eingesetzt. Von der regulären russischen Armee wurden die Gefangenen meist ordentlich behandelt. Löwenstern berichtete von französischen Nachzüglern, die das Feuer seiner Soldaten sahen und sich zu ihnen gesellten. Russen und Franzosen saßen gemeinsam am Feuer und am nächsten Morgen zogen die russischen Soldaten weiter. Gefangene hätten sie nur behindert. Löwenstern berichtete aber auch von einem Massaker durch die Zivilbevölkerung. Als er mit seinen Soldaten in einen Ort kam und die Einwohner ihre russischen Uniformen erkannten, fielen sie über unbewaffnete französische Nachzügler her. Es gibt eine Reihe von Berichten über Folterungen und Morde an französischen Gefangenen durch die russische Zivilbevölkerung.
Die meisten Soldaten der Grande Armée, die in Russland in Gefangenschaft gerieten, starben an Krankheiten. Einfache Soldaten, häufig unterernährt, zum Teil verwundet und ohne ausreichende medizinische Versorgung, hatten bei einer Krankheit nur geringe Überlebenschancen. Der bayerische Feldwebel Josef Schraefel überlebte die Gefangenschaft, obwohl er krank wurde. Er berichtete, dass die Toten während des Winters im Wald gestapelt wurden. Seine Frau Walburga, welche die Armee als Marketenderin begleitet hatte und nach seiner Gefangennahme bei ihm blieb, starb in Russland.

### Verluste

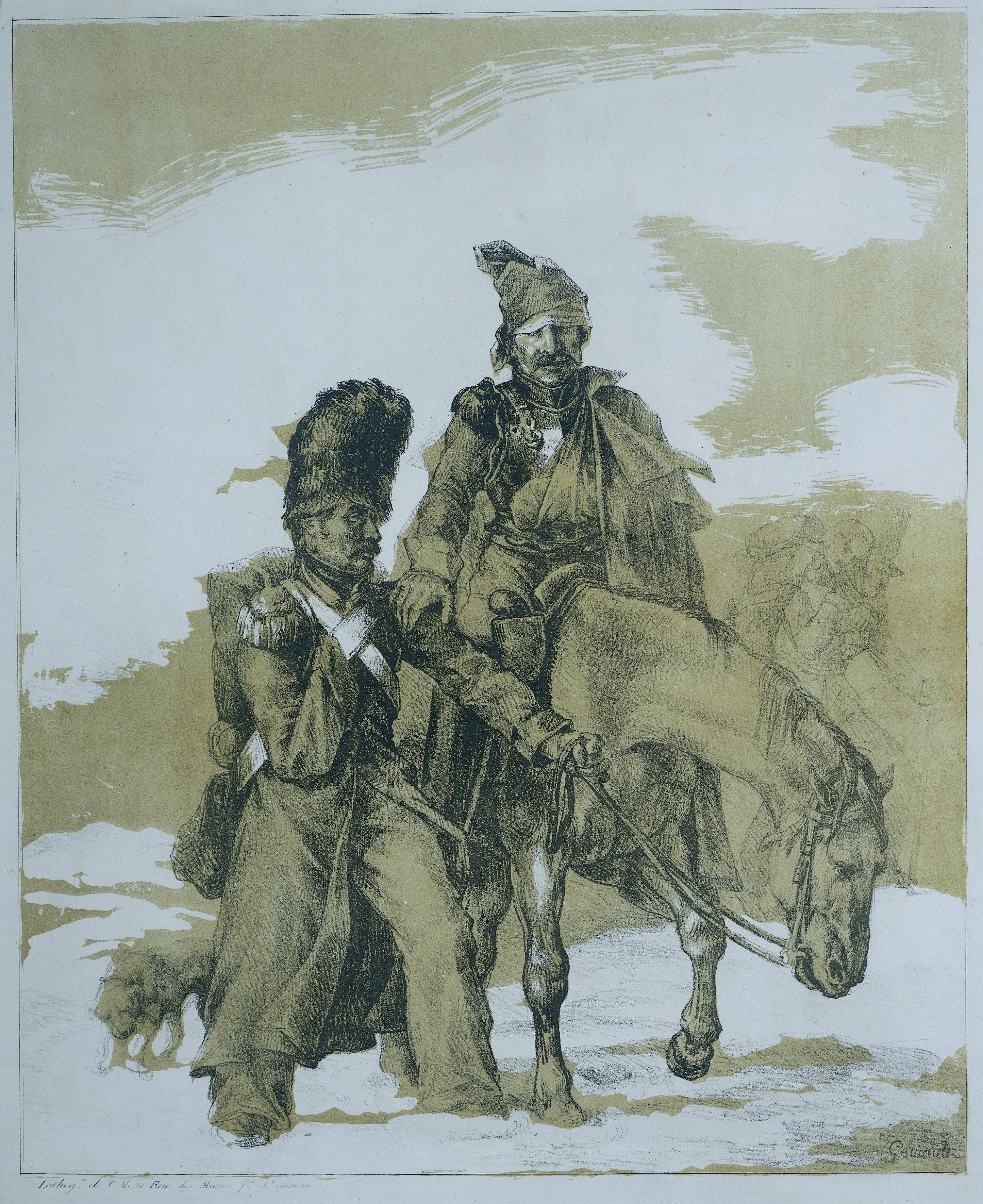
Bis Dezember 1812 soll es zwar 81.000 Rückkehrer gegeben haben, doch kaum 1.500 Franzosen waren noch kampffähig

Die Höhe der Verluste lässt sich nicht eindeutig feststellen, da es viele widersprüchliche Zahlen gibt. Für westliche Historiker war der Krieg Mitte Dezember mit dem Überschreiten der Memel beendet. In Russland hat der Vaterländische Krieg einen anderen Zeitrahmen und wurde erst später beendet. Dadurch weichen Truppenstärken, Verlustzahlen, Zahl der Gefangenen und der Überlebenden voneinander ab. Truppen, die erst 1813 in die Kämpfe eingegriffen haben und nie in Russland selbst waren, werden mitgerechnet. Andererseits wurden als Rückkehrer oftmals nur jene Einheiten berücksichtigt, die noch tatsächlich waffentragend und kampffähig waren. Der preußische Militärwissenschaftler Clausewitz schrieb unmittelbar nach dem Krieg, dass von 610.000 Soldaten der Grande Armée nur 23.000 das westliche Ufer der Weichsel erreichten. Dem sowjetischen Historiker Jewgeni Wiktorowitsch Tarle zufolge kehrten etwa 30.000 Mann wieder über die Memel zurück. Heinz Helmert und Hansjürgen Usczeck, ostdeutsche Historiker des Militärverlags der DDR, gingen später von insgesamt 81.000 Rückkehrern und Versprengten aus, die sich bis Dezember 1812 wieder über die Grenze schleppten.
Viele Unterlagen sind während des Krieges oder später verloren gegangen, weshalb das Ausmaß der Verluste nur an einigen Beispielen dargestellt werden soll. Von 9.000 Schweizern traten nach dem Übergang über die Beresina noch 300 Mann zum Appell an, davon ein großer Teil verwundet. Danach folgten die tiefsten Temperaturen des Winters von 1812. Nur ein Teil dieser Soldaten hat überlebt. Meyers Konversationslexikon bezifferte hingegen Ende des 19. Jahrhunderts die Verluste des 16.000 Mann starken Schweizer Hilfscorps auf 6.000 Mann. Henry Vallotton schrieb, dass insgesamt nur 300 von 12.000 Schweizern den Feldzug überlebt haben. Spätere Forschungen haben dagegen ergeben, dass weniger Soldaten aus der Schweiz in Russland waren. In der heutigen Literatur wird die Stärke des Hilfscorps zum Teil nur mit 7.000 Mann angegeben.
Von 30.000 Mann des bayerischen VI. Korps überlebten rund 5.000, noch 68 kampffähige Soldaten traten am 13. Dezember an. Von mehr als 27.000 Westphalen kehrten nur 800 zurück. Von 15.800 Württembergern waren nach dem Rückzug noch 387 Mann vorhanden. Die badische Division, anfangs etwa 7.000 Mann, bestand am 30. Dezember noch aus 40 kampffähigen und 100 kranken Soldaten. Die sächsische Kavalleriebrigade Thielmann wurde bei Borodino fast vollständig vernichtet, 55 Mann kehrten zurück. Von 2.000 Mecklenburgern kehrten 59 zurück. Lediglich die beiden Hilfskorps aus Österreich und Preußen, die nie weit in russisches Gebiet eingedrungen sind und deshalb kürzere Versorgungs- und Rückzugswege hatten, weisen niedrigere Verlustzahlen auf.
Nach dem Rückzug erhielten die Bayern bis zum 29. Dezember Verstärkungen von 4.200 Mann. Diese Truppen marschierten erst im Oktober aus Bayern ab und sind ein Beispiel für die unterschiedliche Auslegungsmöglichkeit der Zahlen im Verhältnis zum Vaterländischen Krieg.
Am 26. Juni 1813 hatte der österreichische Kanzler Metternich eine Unterredung mit Napoleon, die er protokollierte. Unter anderem schrieb er: „Napoleon fasste sich, und mit ruhigem Ton sagte er mir folgende Worte […]: Die Franzosen können sich nicht über mich beklagen; um sie zu schonen, habe ich die Polen und die Deutschen geopfert. Ich habe in dem Feldzug von Moskau 300.000 Mann verloren; es waren nicht einmal 30.000 Franzosen darunter. Sie vergessen, Sire, rief ich aus, dass Sie zu einem Deutschen sprechen.“
Die Zahl der Gefangenen in den westlichen russischen Gouvernements betrug am 28. Februar 1813 nach Angaben des russischen Kriegsministeriums 11.754 Mann, darunter 4.508 Franzosen, 1.845 Polen, 1.834 Spanier, 1.805 Deutsche, 659 Italiener, 617 Österreicher und 218 Schweizer. Tarlé hingegen ging von bis zu 100.000 Franzosen aus, die sich Ende 1812 in russischer Gefangenschaft befanden. Hinzu kommen Soldaten, die in die Russisch-Deutsche Legion eingetreten waren, deren Stärke nach Clausewitz im Dezember 1812 etwa 4.000 Mann betrug und im folgenden Mai 5.000 Mann stark gewesen sein soll. Als Chef des Generalquartiermeisterstabes der Legion war er über deren Stärke informiert. Der erste Stärkerapport der Legion vom 10. Dezember 1812 verzeichnet dagegen nur 1.667 Mann und zwei Pferde. Die Abweichungen zwischen Stärkerapport und den Zahlen von Clausewitz erklären sich durch den hohen Krankheitsstand, verursacht durch Epidemien. Laut Helmert/Usczeck betrug die Legion Anfang 1813 an Offizieren und Mannschaften hingegen 8.800 Mann. Freiherr vom Stein hatte die Stärke mit 8.773 Mann beziffert, wobei unklar ist, woher er diese Zahl hatte, da die Legion erst im November 1814 eine Stärke von über 8.500 Mann erreichte. Sie bestand nicht nur aus Deutschen: Angeblich haben sich Niederländer in Scharen freiwillig gemeldet und Italiener gaben sich als Deutsche aus, um aufgenommen zu werden. Anders als oft in der Gefangenschaft bedeutete der Dienst in der Legion regelmäßige Versorgung, Bekleidung und vernünftige Unterkünfte. Im Vergleich zum Kontingent, das Spanien stellte, ist die Zahl der Gefangenen sehr hoch. Die meisten von ihnen gehörten zur Division Durutte, die erst im November eingesetzt wurde. Es waren hauptsächlich Kriegsgefangene, die mehr oder weniger freiwillig zum Einsatz kamen. Viele Soldaten desertierten.
Zu den russischen Verlusten gibt es wenige Quellen, sie betrugen etwa 210.000 Mann. General Wilson berichtete, dass die Armee Kutusows in den vier Wochen, bevor sie Wilna erreichte, die Hälfte ihrer Soldaten verloren hatte. Von 10.000 Rekruten, als Verstärkung nach Wilna geschickt, erreichten nur 1.500 Soldaten die Stadt, viele davon krank.

### Nachwirkungen
Nach der Niederlage der Grande Armée in Russland begannen die Befreiungskriege, die Napoleons Herrschaft über Europa ein Ende setzten. Anfang 1813 kündigte Preußen als erstes deutsches Land die Allianz mit Frankreich auf und verbündete sich mit Russland und Schweden. Im Sommer trat Österreich diesem Bündnis bei; und so konnte Napoleons Armee vom 16. bis 19. Oktober 1813 in der Völkerschlacht bei Leipzig die entscheidende Niederlage beigebracht werden. Danach wechselten auch die letzten deutschen Verbündeten Napoleons die Seiten. Einzige Ausnahme war Friedrich August I. , König von Sachsen und Herzog von Warschau. Nach dem Einmarsch der Alliierten in Frankreich sah sich Napoleon im März 1814 gezwungen, abzudanken und auf die Insel Elba ins Exil zu gehen. Nach seiner Rückkehr und der Herrschaft der 100 Tage wurde er in der Schlacht von Waterloo 1815 endgültig besiegt.
Unterdessen hatten sich die Sieger auf dem Wiener Kongress bereits an die Neuordnung Europas gemacht, die Russland, Österreich und Preußen durch die Gründung der Heiligen Allianz zu garantieren gedachten. In Frankreich, das die Grenzen von 1792 erhielt, kehrten mit Ludwig XVIII. die Bourbonen auf den Thron zurück. Russland und Preußen teilten sich das Herzogtum Warschau. Preußen erhielt zudem Gebiete im Westen Deutschlands, die es später zur Rheinprovinz zusammenfasste. Litauen und andere früher polnische Gebiete blieben russisch, ebenso Finnland. Für dessen Verlust wurde Schweden mit der Angliederung Norwegens entschädigt. In „Kongresspolen“ wurde unter russischer Herrschaft zunächst eine liberale Verfassung eingeführt. Der polnisch-russische Gegensatz verschärfte sich jedoch weiter und führte 1830 zu einem Aufstand, den Russland niederschlug. Die Verfassung wurde aufgehoben und Polen zur russischen Provinz erklärt.

### Kulturelle Hinterlassenschaften
In der Folgezeit entstanden zahlreiche Literaturwerke, die dem Vaterländischen Krieg gewidmet sind, darunter Leo Tolstois Roman Krieg und Frieden. Im Jahr 1880 komponierte Pjotr Iljitsch Tschajkowski seine berühmte Ouverture solennelle „1812“ op. 49.
In der russischen Sprache hinterließ der Krieg das Wort Scharomyga (Шаромыга), was so viel wie Bettler, Landstreicher, Schmarotzer bedeutet. Dies rührte von den zahlreichen französischen Deserteuren her, die der Krieg hinterließ. Sie streiften durch das Land umher und sprachen die Bauern mit „cher ami“ an, um sie nach etwas Essbarem zu bitten.
Die Orte der Schlachten wurden bei der Ansiedlung deutscher Auswanderer ab 1814 in Bessarabien berücksichtigt. Das Fürsorgekomitee als russische Ansiedlungsbehörde vergab diese Namen für bessarabiendeutsche Ansiedlungen, wie Arzys, Beresina, Budschak, Leipzig, Malojaroslawez, Paris, Krasna (Krasny) und Tarutino.
In den linksrheinischen deutschen Gebieten, nach dem Friedensschluss von Campo Formio (1797) an Frankreich abgetreten, wurden viele Soldaten für die napoleonische Armee rekrutiert. Dementsprechend groß war später dort der napoleonische Veteranenkult.

### Gedenksteine an die gefallenen/verstorbenen Soldaten

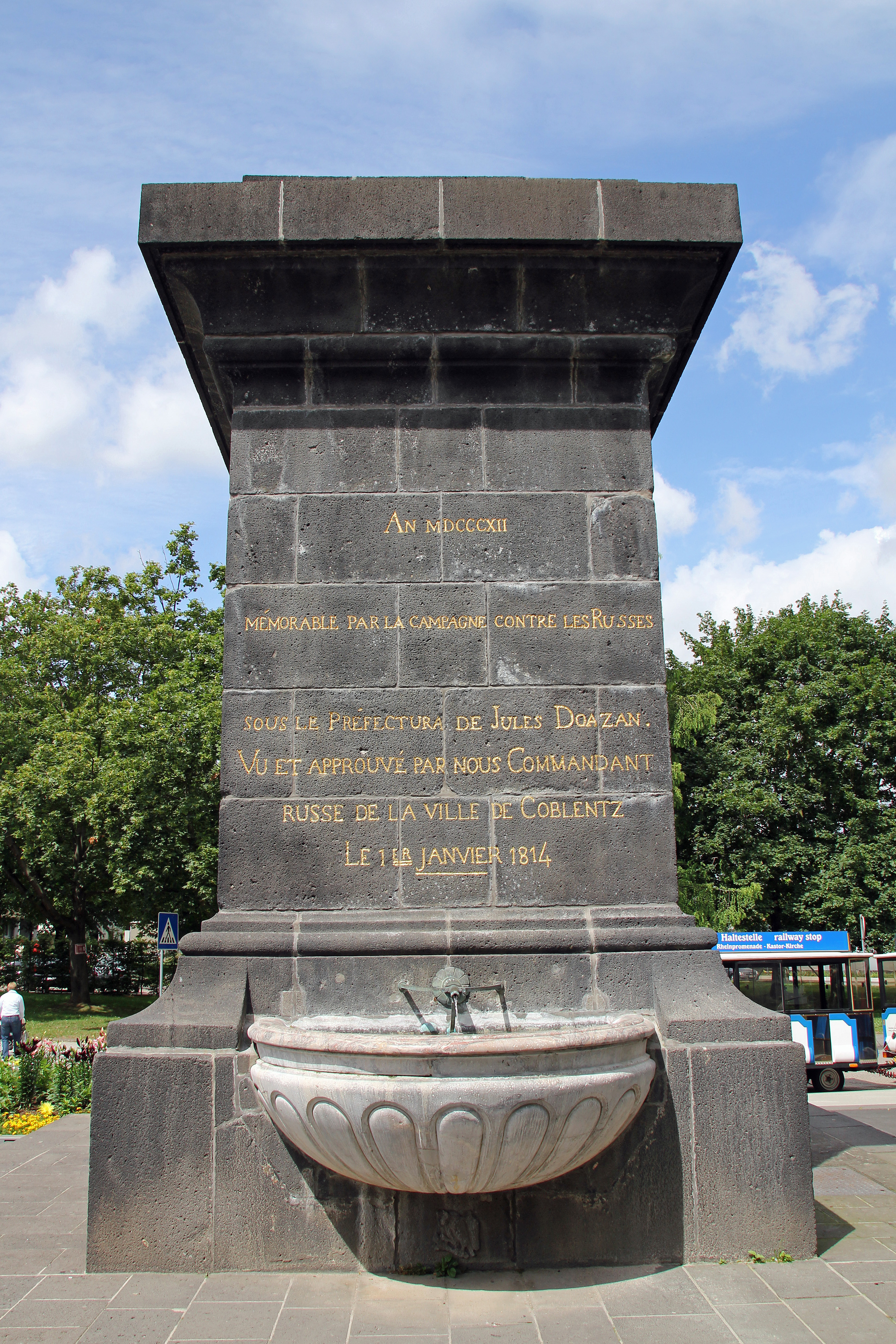
Der Präfekt des Départements Rhin-et-Moselle ließ 1812 in Koblenz den Kastorbrunnen errichten, zur Erinnerung an die „Campagne contre les Russes“.
Der in russischen Diensten stehende General Saint-Priest ließ nach der Eroberung der Stadt eine zweite Inschrift darunter setzen: „Vu et approuvé par nous Commandant Russe de la Ville de Coblentz le 1er Janvier 1814.“ (dt.: „Gesehen und genehmigt durch uns, den russischen Kommandanten der Stadt Koblenz am 1. Januar 1814.“)

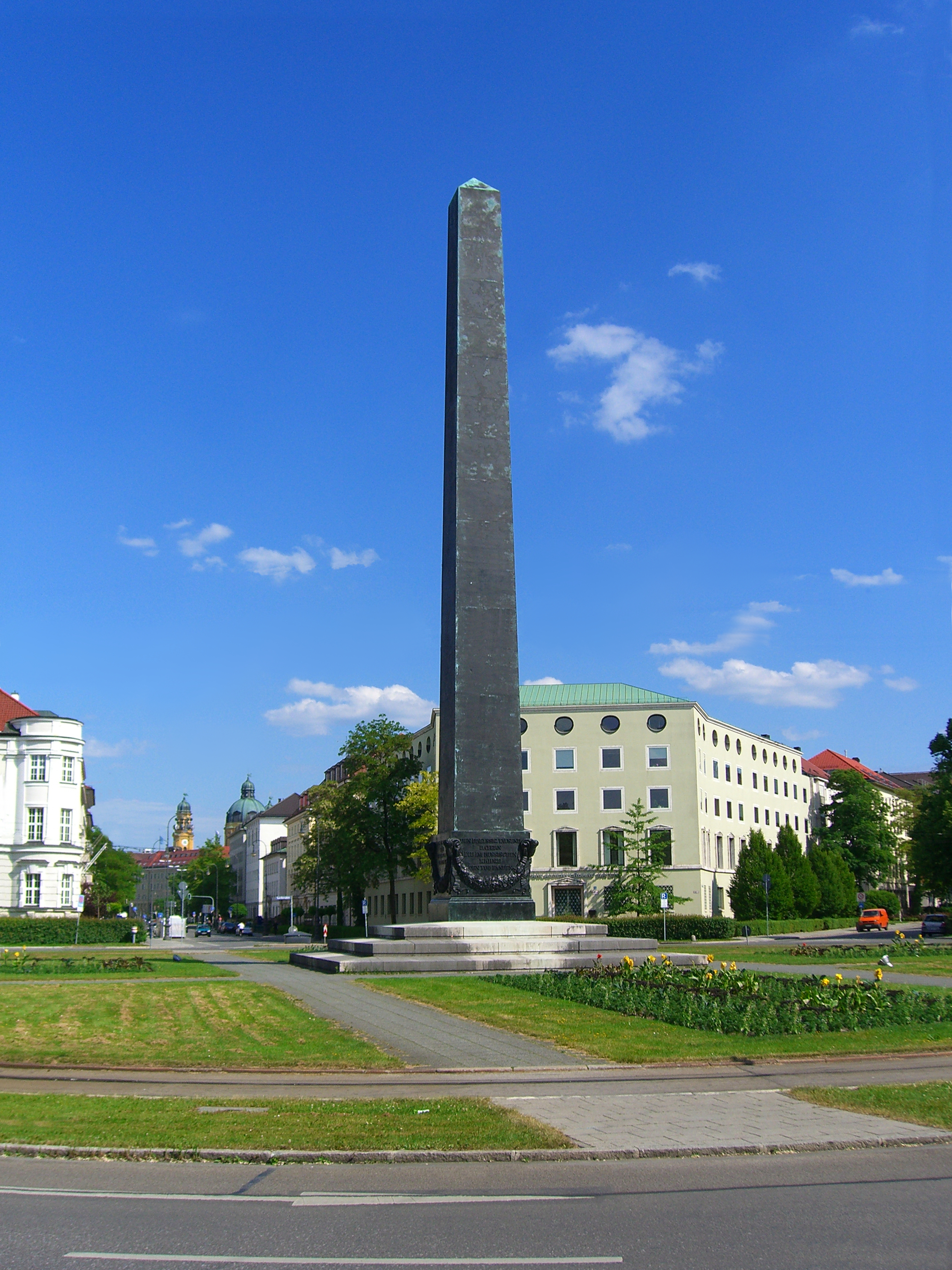
Der Obelisk am Karolinenplatz München von Westen

Besonders im Bereich des heutigen Rheinhessen-Pfalz, dem früher etwa das französische Département du Mont-Tonnerre entsprach, wurden in zahlreichen Orten Veteranengesellschaften der ehemaligen napoleonischen Armee gegründet und Gruppen- sowie Einzeldenkmäler errichtet. Solche Napoleonsteine existieren auch in Koblenz, Mainz-Gonsenheim (1839), Kreuznach (1843), Oppenheim, Ober-Olm (1842), Ingelheim-Großwinternheim (1844), Eimsheim (1852), Köln (1853), Worms, Pfeddersheim, Grünstadt, Frankenthal (Pfalz), Kaiserslautern, Zweibrücken und Biedesheim (1855).
Der Obelisk am Karolinenplatz in München wurde 1833 vom bayerischen König Ludwig I. zum Gedenken an die im Russlandfeldzug gefallenen Bayern errichtet.

## Filme
- Napoleon Bonapartes Russland-Feldzug. Frankreich 2014. Gezeigt in: Phoenix[87]